# 프리메이슨

프리메이슨의 상징 가운데 하나. 컴퍼스와 자는 일찍이 이 조직이 석공 길드였단 것을 말해준다. 오름새 삼각형(컴퍼스)와 하향 삼각형(직각자)이 결합해 형성된 다윗의 별은 남자와 여자, 하늘과 땅, 정신과 물질, 빛과 어둠 등 세계의 이원성의 융화를 표현하고 있다. 중앙의 ‘G’는 히브리어로 하나라는 뜻의 로톤(rothon)으로 우리는 하나라는 뜻이며 또는 지고적 존재, 곧 신(GOD)과 기하학(geometry)을 의미한다. 또한 프리메이슨을 상징하는 건축도구는 각각 인간의 미덕과 대응해 컴퍼스는 진리, 직각자는 도덕, 흙손은 결속과 우애, 몽둥이는 지식이나 지혜를 상징하고 있다.

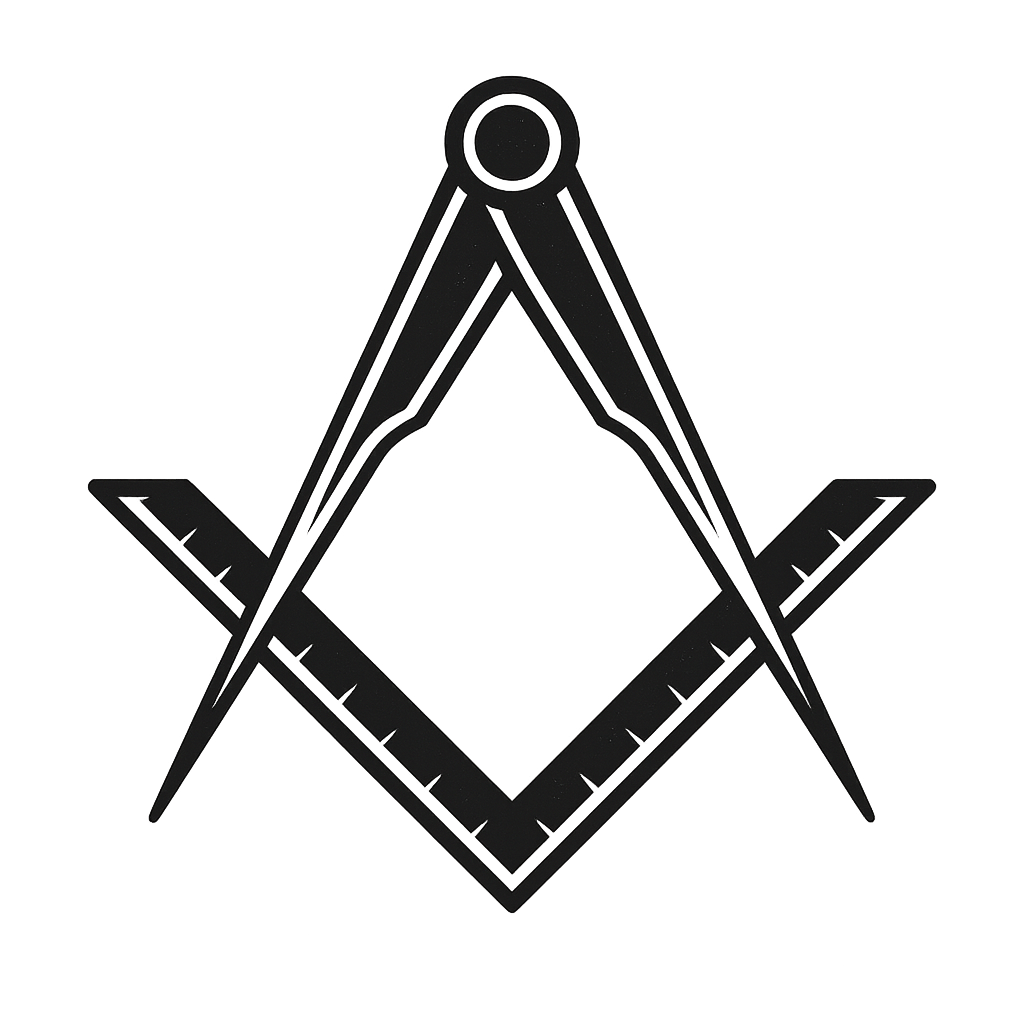
프리메이슨의 주요 엠블럼 가운데 하나

프리메이슨(영어: freemasonry, masonry)은 중세 석공 길드에서 유래를 찾을 수 있는 사교단체다. 프리메이슨은 세계에서 가장 오래된 세속적 사교 단체이자 현재까지 존재하는 가장 오래된 조직 중 하나다. 오늘날 프리메이슨은 크게 세 가지 주요 전통으로 구성된다.
- 앵글로아메리칸식 프리메이슨[6][7]: 성경, 쿠란 또는 기타 경전과 같은 "신성한 법전"이 로지에서 열려 있어야 하며, 모든 회원은 지고의 존재를 믿는다고 고백해야 하고, 남성만 입회할 수 있으며, 종교나 정치적 논의는 로지 내에서 금지된다고 주장한다.
- 유럽 대륙 프리메이슨 또는 자유주의 프리메이슨[8][9]: 특히 종교적 신념 및 정치적 논의에 관한 이러한 제한을 넘어 계속 발전해왔다.
- 여성 프리메이슨 또는 혼성 프리메이슨[10][11]: 여성만 입회시키거나(영국의 여성 프리메이슨 오더와 고대 프리메이슨 명예 형제단 등) 남녀 모두를 받아들이는 조직을 포함한다(르 드루아 위맹 등). 여성 프리메이슨은 그랑 토리앙이나 복종에 따라 자유주의적일 수도 있고 보수적일 수도 있으며, 때로는 종교를 요구하기도 하고 안 하기도 한다.

이 세 가지 전통 모두 시간이 흐르면서 원래 형태에서 진화했으며, 모두 자신을 정규로 칭하고 다른 그랜드 로지들을 비정규로 간주할 수 있다. 프리메이슨의 기본적이고 지역적인 조직 단위는 로지이다. 이러한 사적 로지들은 일반적으로 그랜드 로지 또는 그랑 토리앙에 의해 지역 수준에서 감독된다. 전 세계의 모든 프리메이슨을 감독하는 단일의 포괄적인 중앙 조직은 없으며, 각 그랜드 로지는 독립적이며, 서로가 합법적이라고 반드시 인정하지는 않는다.
프리메이슨의 일원들은 각 그랜드 로지의 헌장에 입각한 선언을 포함해서 여러 방식으로 도덕적이고 철학적인 믿음을 나눈다. 대부분의 그랜드 로지들은 지고자(Supreme Being)를 믿는다는 선언을 회원이 되기 위한 필수 요건 중 하나로 삼고 있는데, 그렇지 않은 그랜드 로지도 있다.
프리메이슨의 계급은 중세 장인 길드의 세 등급인 견습 메이슨, 직인, 그리고 장인 메이슨으로 구성된다. 이 세 가지 계급의 후보자는 프리메이슨의 상징적 의미를 점진적으로 배우고, 다른 회원들에게 자신이 해당 계급에 입문했음을 알리는 악수, 상징 및 단어를 부여받는다. 이 계급들은 부분적으로는 우화적 도덕극이며 부분적으로는 강연이다. 이 세 가지 계급은 장인 프리메이슨을 구성하며, 이 계급의 회원들은 프리메이슨, 프리메이슨 또는 메이슨으로 알려져 있다. 일단 장인 계급이 메이슨에게 부여되면, 그는 추가 계급을 제공하는 다양한 "일치 단체"에 가입할 자격이 주어진다. 이 조직들은 일반적으로 장인 계급을 관리하는 그랜드 로지들과는 별도로 관리된다. 추가 계급은 지역 및 관할에 따라 다르다. 이러한 단체들 외에도, 더 전통적인 프리메이슨 의례 외의 다른 조직들은 개인이 가입하기 전에 장인 메이슨이어야 한다.
프리메이슨은 역사 전반에 걸쳐 종교적, 정치적 이유로 비판과 반대를 받아왔다. 로마 가톨릭교회, 일부 프로테스탄트 교단 및 특정 이슬람 국가 또는 단체들은 프리메이슨에 대한 반대를 표명하거나 회원 가입을 금지했다. 프리메이슨에 대한 반대는 때때로 반유대주의 또는 프리메이슨 음모론에 뿌리를 두고 있으며, 프리메이슨들은 권위주의 국가들에게 박해를 받았다.

## 메이슨 로지

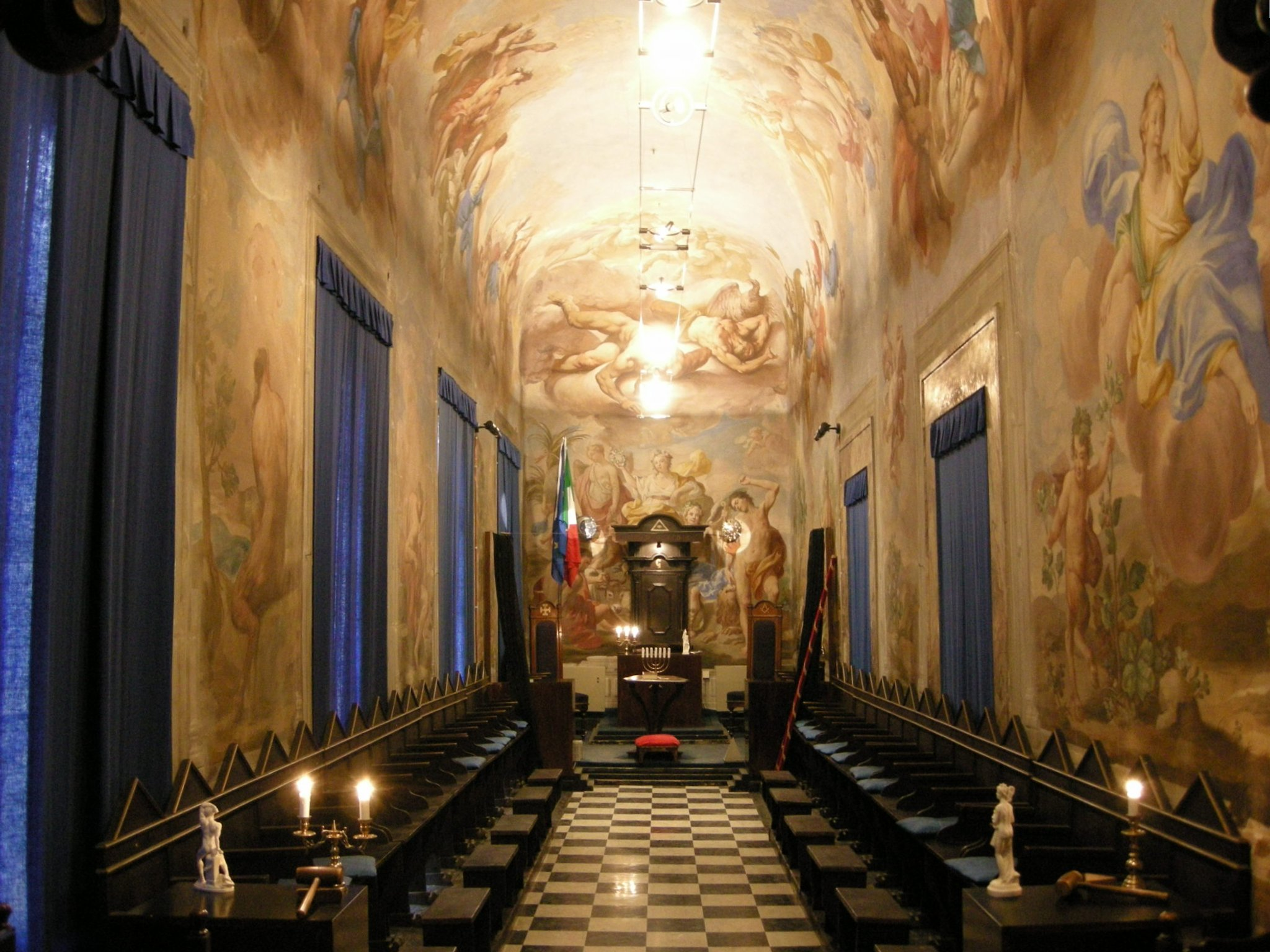
피렌체, 팔라초 로피아의 로지. 프랑스식 (프리미어 그랜드 로지) 의례를 위해 준비된 모습이다.

메이슨 로지는 프리메이슨의 기본적인 조직 단위다.

### 로지 활동 및 모임
메이슨 로지는 정기적으로 다양한 활동을 한다. 관할구, 의례 및 지역 전통에 따라 관행은 다르지만, 프리메이슨 전체에 걸쳐 공통적인 요소들이 있다.
많은 관할구에서 로지는 정기 회의 중에 일반적인 소규모 조직의 공식 업무를 수행한다. 여기에는 회의록 승인, 신규 회원 선출, 임원 임명 및 보고서 수령, 서신 검토, 청구서 및 연간 회계 검토, 그리고 사회 및 자선 행사 조직 등이 포함된다.
그러나 일부 로지, 의례 및 관할구는 열린 로지를 신성한 공간으로 간주하여 속세의 업무 활동을 엄격히 금지한다. 이러한 전통에서는 행정적 문제들은 일반적으로 로지가 공식적으로 열리기 전, 별도의 업무 회의에서 또는 로지 회의 외부의 특별 위원회에서 처리된다.

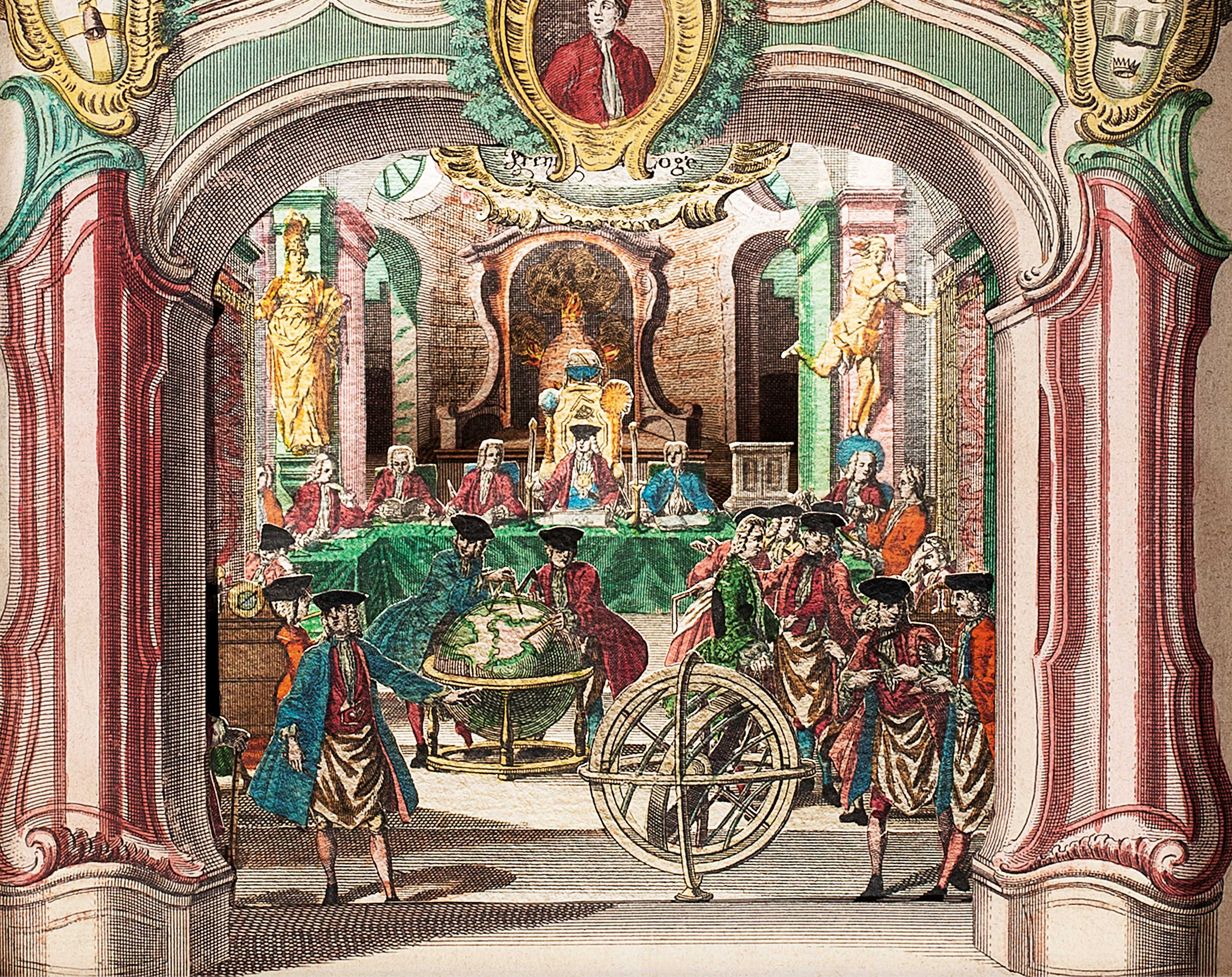
1740년경 베를린의 "세 개의 지구 로지"에서 작업하는 메이슨들의 모습. 프리메이슨들이 지구본을 측정하고 메이슨 도구를 들고 다양한 주제를 논의하는 모습이 보인다.

업무가 열린 로지에서 진행되든 아니든, 모든 메이슨 회의에는 의례 작업과 다음과 같은 교육 활동이 포함된다.
- 프리메이슨 의례 수행
- 프리메이슨 계급 부여[22]
- 프리메이슨 역사 또는 의례의 측면에 대한 강의 수강[25]
- 프리메이슨 문서 읽기 (일부 관할구에서는 "건축물 조각" 또는 "플란체"라고도 함) - 프리메이슨, 철학, 기술 또는 개인적인 주제 등 다양한 주제를 다룰 수 있다.[26]
- 철학적 토론[27]
- 특정 주제에 대한 연구
- 개인적인 프리메이슨 경험 공유[28]
- 새로운 계급을 얻기 위해 로지에 숙련도를 증명하기 (임금 인상이라고도 함)[29]

회의가 끝나면 로지는 아가페(Agape) 또는 축제 만찬이라 불리는 정식 만찬을 열기도 하며, 때로는 건배와 노래가 포함되기도 한다. 이러한 모임은 일반적으로 메이슨 사원에서 열리지만, 다른 장소가 사용될 수도 있다.
대부분의 프리메이슨 의례는 계급 의식으로 구성된다. 프리메이슨에 입문하는 후보자는 먼저 견습 메이슨 계급에 점진적으로 입문한다. 나중에 별도의 의식을 통해 직인 계급으로 승급하고, 그 다음 장인 메이슨 계급으로 승격된다. 이 각 의식에서 후보자는 먼저 해당 계급의 새로운 의무를 받아들이고, 그 후 자신의 새로운 계급을 다른 메이슨들에게 알리는 데 사용되는 비밀 지식(비밀번호, 상징, 악수 등)을 부여받는다. 이러한 상징과 제스처는 명목상 비밀이지만, 프리메이슨 조직 자체에서 발행한 자료를 포함하여 대중에게 공개된 자료에서도 쉽게 찾을 수 있다.
또 다른 의식은 로지 회장과 그가 임명하거나 선출된 임원들의 연례 취임식이다. 일부 관할구에서는 로지를 주재하기 위해 선출되고 의무를 부여받으며 임명된 전직 또는 현직 회장이 자체적인 비밀과 독특한 칭호 및 속성을 가진 별도의 계급으로 평가된다. 회장은 매년 임기가 끝나면 자신의 후계자를 임명하고 로지 및 그랑 토리앙에서 특권을 가진 전직 회장이 된다. 다른 관할구에서는 이 계급이 인정되지 않으며, 새로운 로지 회장의 취임식 중에 새로운 비밀을 전달하는 내부 의식은 없다.
대부분의 로지는 회원, 그들의 배우자, 그리고 비메이슨 손님들이 공개적으로 만날 수 있는 일종의 사교 행사를 갖는다. 이러한 행사와 함께 각 메이슨과 로지의 자선 기부 의무 이행이 이루어진다. 이는 연회비, 구독료, 모금 행사 등 여러 수준에서 발생하며, 지역 로지, 지역/지구 수준 또는 그랜드 관할구 수준에서 조직될 수 있다. 메이슨과 그들의 자선 단체는 교육, 건강, 노령 등 여러 분야에서 도움이 필요한 사람들을 돕는 데 기여한다.
사설 로지는 프리메이슨의 중추를 형성하며, 메이슨으로 입문하거나 합류하는 메이슨으로 자신의 후보자를 선출할 독점적인 권리를 가지며, 때로는 자신들의 시설에 거주하는 주민들에 대한 독점적인 권리를 가진다. 취미, 스포츠, 프리메이슨 연구, 사업, 직업, 연대 또는 대학과 관련하여 더 넓거나 좁은 목적으로 메이슨들이 만나는 비지역 로지들이 있다. 장인 메이슨의 계급은 또한 프리메이슨이 여기서 설명된 기본 장인 또는 "블루 로지" 계급과는 별도로 관리되지만 일반적으로 유사한 구조와 모임을 갖는 다른 계급을 통해 메이슨을 더 탐구할 수 있는 자격을 부여한다.
각 프리메이슨 관할구는 독립적이고 자체 규칙과 절차를 설정하며, 그랜드 로지는 궁극적으로 사설 클럽인 소속 회원 로지에 대한 제한된 관할권을 가지므로 프리메이슨에는 많은 다양성이 있으며 일관성이 거의 없다. 의례의 문구, 참석하는 임원의 수, 회의실의 배치 등은 관할구마다 다르다.
거의 모든 로지 임원은 매년 선출되거나 임명된다. 모든 메이슨 로지에는 회장, 두 명의 워든, 회계 담당자, 그리고 비서가 있다. 또한 항상 작업 중인 로지의 문 밖에 타일러 또는 외부 경비원이 있으며, 이들은 사생활 보호를 위해 유료로 고용될 수 있다. 다른 직책은 관할구마다 다르다.
각 메이슨 로지는 자체 규약과 자체 그랑 토리앙 또는 그랜드 로지의 규칙 및 규정에 따라 존재하고 운영되며, 이는 보편적으로 인정되는 정의를 벗어나고 관할구에 따라 다르다.

### 로지 가입

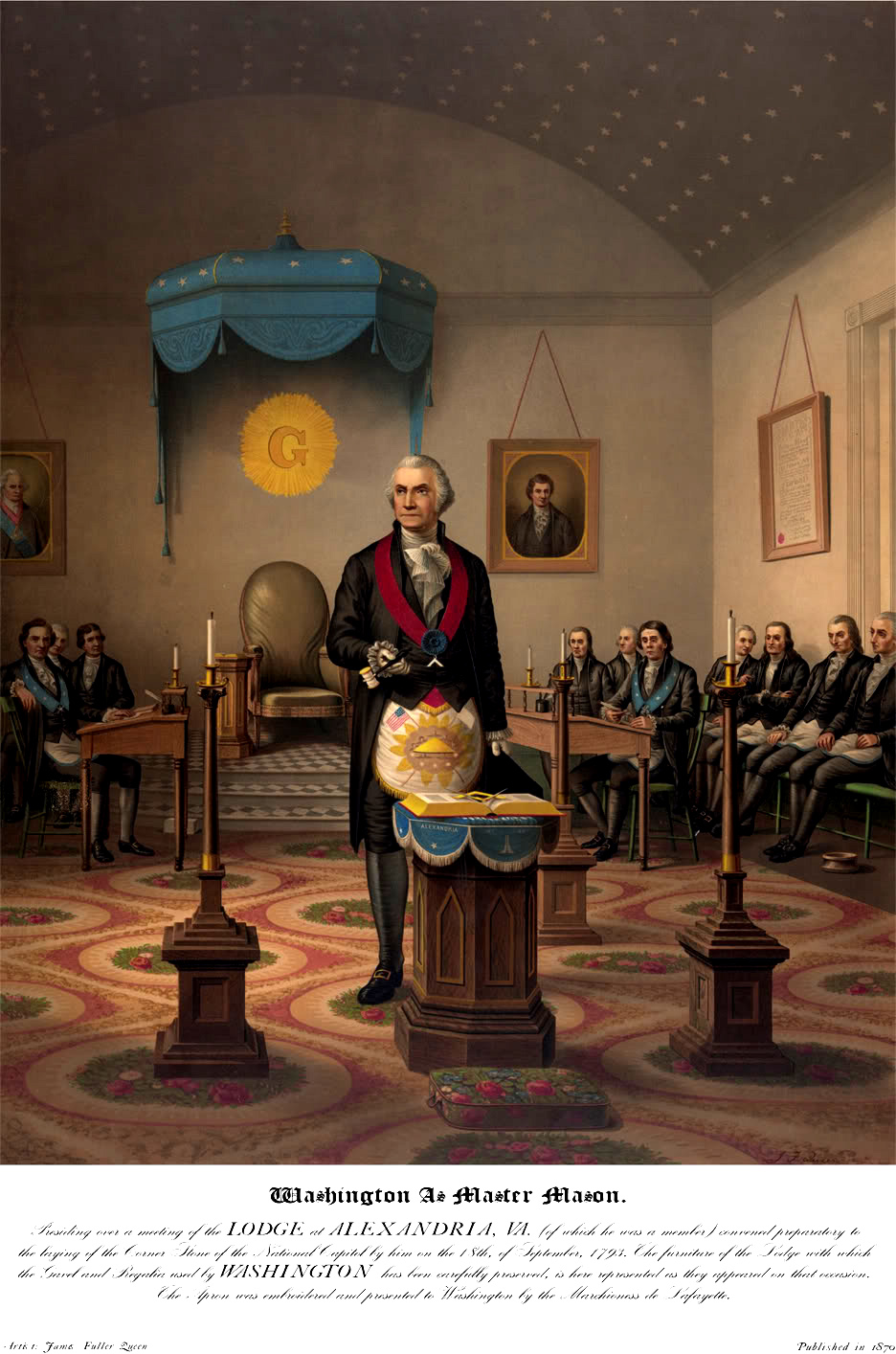
조지 워싱턴을 그의 로지 회장으로 묘사한 1870년 판화

메이슨 로지에 가입하는 과정은 전 세계적으로 유사한 일반적인 패턴을 따르면서도 개별 로지, 관할구 및 전통 간의 지역적, 지역적 차이를 유지한다. 역사적으로 후보자는 "만장일치 동의에 의해서만" 입회할 수 있었는데, 이 원칙은 오늘날에도 많은 로지에서 계속되고 있으며, 일부 다른 관할구는 단일 블랙볼 시스템으로 발생할 수 있는 잠재적인 문제를 해결하기 위해 다른 시스템을 개발했다. 또한 일부 로지에서는 혼동을 피하기 위해 검은색 공 대신 검은색 큐브를 사용한다.

#### 초기 접근
프리메이슨 초기에는 기존 회원이 후보자에게 접근하여 "자신의 자유의지와 동의"에 따라 형제단에 "협력"해야 했지만, 이 전통은 유럽, 아프리카 및 남아메리카의 많은 관할구에서 계속되고 있다. 그러나 다른 관할구에서는 잠재적 후보자가 가입 초대를 받기 전에 관심을 표명해야 한다고 요구하는 반대 접근 방식을 취한다. 많은 복종 단체들은 이제 이전에 프리메이슨과의 연결이 없었던 사람들도 온라인 양식이나 프리메이슨 전시회 및 공개 회의와 같은 공개 행사에서 관심을 표명할 수 있도록 허용한다.
전 세계 대부분의 관할구에서 일관된 규칙은 프리메이슨이 맹목적으로 회원을 모집할 수 없다는 것이다. 예비 후보자는 자격을 갖추어야 하며, 회원의 접촉을 받거나 스스로 접근해야 한다.
일부 로지에서는 후보자가 입문 전에 가입하고자 하는 로지 회원들을 만나는 것이 허용되는데, 이는 모든 회원이 후보자를 만나고 그에 대한 아이디어를 얻을 수 있도록 한다. 반면 다른 로지에서는 회원들의 신분을 보호하기 위해 입문 전에 비메이슨(세속인)이 로지 회원들(회장 및 제안자 외)을 만나는 것이 엄격히 금지된다.
초기 프리메이슨 용어 중 하나는 후보자를 로지에 제안하는 형제가 초대를 받은 후 그의 '대부'가 된다는 것이다. 이 용어는 가장 초기 프리메이슨 공개 자료 중 하나인 "프리메이슨 접대, 1737"에서 발견된다.
"수신자는 그의 대부가 되는 제안자에 의해 로지의 방 중 하나로 인도된다. 그 방에는 불빛이 없고, 그곳에서 그에게 접대받을 소명이 있는지 묻는다."

#### 스폰서십 및 조사
초기 접촉이 이루어지면, 후보자는 일반적으로 스폰서십을 통해 로지에 소개되는데, 보통 두 명의 회원으로부터 청원서에 서명을 받아야 하며, 가장 위에 서명한 사람이 대부가 된다. 스폰서는 비메이슨을 소개함으로써 로지에 대한 중요한 책임을 맡으며, 후보자의 열망과 프리메이슨 가치 간의 일치 여부를 평가한다. 이 예비 단계는 로지와 관할구에 따라 몇 개월에서 몇 년까지 지속될 수 있으며, 일반적으로 상호 신뢰를 구축하고 기대를 명확히 하기 위한 여러 비공식 회의를 포함한다.
이러한 소개 후에는 일반적으로 조사가 시작된다. 후보자는 다양한 로지 임원이나 지정된 회원들과의 일련의 인터뷰에 초대될 수 있다. 이 회의는 종종 세 번에 걸쳐 진행되며, 후보자의 인물, 동기, 그리고 로지의 철학적 방향과의 적합성을 검토한다. 인터뷰를 통해 후보자도 질문을 하고 자신이 고려하는 약속에 대해 더 명확하게 이해할 수 있다.

#### 정식 신청 및 투표

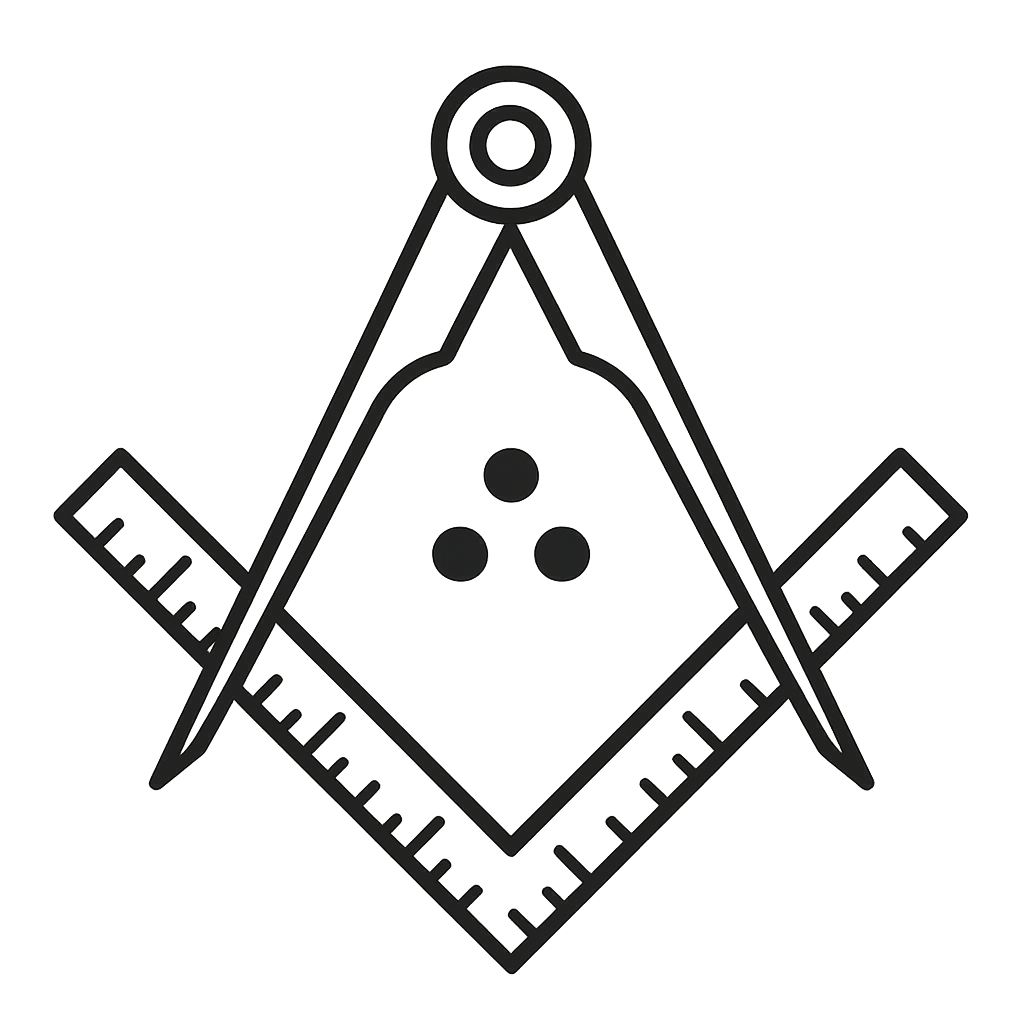
중앙에 프리메이슨의 트리펑크투알 약어가 있는 직각자와 컴퍼스의 변형

이러한 예비 단계를 거쳐 후보자와 로지 모두 진행을 원하면, 공식적인 신청이 제안되거나 지지되거나 공개 로지에서 발표될 수 있으며, 대략적인 공식 인터뷰가 일반적으로 뒤따른다. 후보자가 진행을 원하면, 회원들이 후보자의 적합성을 조사하고 논의할 수 있도록 통지 기간 동안 추천인이 심사된다.
많은 관할구에서 후보자를 개인적으로 알지 못하는 세 명의 회원이 구조화된 조사를 수행한다. 이 조사관들은 미리 정해진 질문(또는 질문 분야)을 가지고 다양한 상황에서 지원자와 개별적으로 만나 후보자의 도덕적 자질, 철학적 견해, 그리고 집단 작업 또는 과거, 현재/미래 및 동기에 통합될 수 있는 능력을 검토한다. 각 조사관은 로지에 자신의 인상을 보고하고, 종종 호의적이거나 비호의적인 의견을 표명한다. 이러한 예비 인터뷰는 로지 회원들과 후보자 모두 다음 단계로 진행하기 전에 서로를 더 잘 이해하는 데 도움이 된다.
이러한 조사가 끝난 후, 일부 개별 로지, 의례 또는 관할구는 눈가림 아래 또는 때로는 낮은 문으로 통과하는 중요한 절차 단계를 이행할 수 있거나 이행해야 한다. 이것은 입회 의식 자체의 일부가 아니라, 입회 투표 전에 후보자를 모인 로지에 공식적으로 소개하는 것이다. 눈가림을 한 후보자는 로지에 소개되며 회원들이 제기하는 질문에 답해야 한다. 이전 조사관들이 후보자의 견해를 보고했지만, 이 직접적인 질문을 통해 회원들은 후보자로부터 직접 들을 수 있고, 조사 과정에서 발생했을 수 있는 불확실성을 명확히 할 수 있다. 눈가림을 하는 것은 두 가지 목적을 제공한다: 입회되지 않았을 경우 후보자가 로지 회원을 식별할 수 없도록 유지하고, 후보자가 익숙하지 않은 환경에 방해받지 않고 질문에 집중할 수 있도록 한다. 이 절차가 끝난 후에야 로지는 후보자의 입회 여부에 투표한다.
마지막으로, 로지는 후보자가 입회되거나 거부되기 전에 각 신청서에 대해 공식적으로 비밀 투표를 한다. 이 투표는 전통적으로 흰색 공(찬성)과 검은색 공(반대)을 사용하며, 거부를 나타내는 "블랙볼드(blackballed)"라는 표현을 낳았다. 후보자를 거부하는 데 필요한 반대표("검은 공")의 정확한 수는 프리메이슨 관할구마다 다르다.

#### 자격 요건
프리메이슨 관할구는 다양한 자격 요건을 유지하며, 이는 앵글로아메리칸 전통과 자유주의 전통 간에 크게 다르다.
영국 연합 그랜드 로지와 그 인가 관할구로 대표되는 앵글로아메리칸 프리메이슨에서는 후보자가 일반적으로 다음을 충족해야 한다.
- 남성일 것[57]
- 자유로운 태생의 성인 남성일 것(일반적으로 21세, 일부 관할구에서는 18세 허용)[58]
- 지고의 존재를 믿을 것(단, 해석은 개인에게 맡겨진다)
- 좋은 평판과 품성을 가질 것[59]
- 신체 훼손이 없을 것(대부분의 관할구에서는 더 이상 따르지 않음)[60]

중세 길드의 표준적인 봉건적 요구 사항이었던 자유에 대한 질문은 오늘날 독립에 대한 질문으로 바뀌었다. 그 목적은 모든 메이슨이 적절하고 책임감 있는 사람이어야 한다는 것이다. 따라서 각 그랜드 로지는 표준 최소 연령을 가지고 있으며, 이는 크게 다르며 특정 경우에 따라 예외가 적용될 수도 있다.
또한, 이 전통의 그랜드 로지는 후보자가 지고의 존재에 대한 믿음을 선언하도록 요구한다(모든 종교적 논의는 일반적으로 금지되어 있으므로 각 후보자는 이 조건을 자신의 방식으로 해석해야 한다).
극히 일부의 경우, 후보자는 특정 종교를 가지고 있어야 할 수 있다. 스칸디나비아에서 가장 흔한 프리메이슨 형태(스웨덴 의례로 알려짐)와 개혁 스코틀랜드 의례는 예를 들어 기독교인만 받아들인다.
그랑 토리앙 드 프랑스로 대표되는 자유주의 프리메이슨에서는 양심의 자유를 강조하는 방향으로 요건이 발전했으며, 다음을 포함한다.
- 자유로운 태생의 성인일 것
- 흠잡을 데 없는 품행을 가질 것[64]
- 좋은 평판과 품성을 가질 것
- 자유를 포기하지 않을 것[65]
- 이성, 명예, 자유로운 양심, 또는 국가 법률과 양립할 수 없는 어떠한 약속도 하지 않을 것[65]

일부 복종 단체는 지고의 존재에 대한 믿음 요구 사항을 삭제하여, 무신론자와 불가지론자를 받아들인다. 많은 자유주의 단체는 이제 남녀 혼성 로지 또는 여성 전용 로지에서 여성을 받아들인다. 도덕적 품성, 철학적 탐구 및 인류 발전에 대한 헌신이 강조된다.
이러한 근본적인 요구 사항에 대한 다양한 접근 방식은 프리메이슨 내에서 시간이 지남에 따라 발생한 철학적 진화를 반영하며, 앵글로아메리칸 스타일을 따르는 단체는 전통적인 규칙을 유지하는 반면(여전히 진화 중이지만), 자유주의 전통은 변화하는 사회적 맥락에 적응해왔다.
조사 과정을 성공적으로 통과하고 우호적인 투표를 거치면, 입회 의식이 후보자의 프리메이슨 공식 입회를 의미한다.

#### 계급 진행
계급 간의 시간은 관할구와 개별 로지에 따라 상당히 다르다. 특정 로지와 관할구에 따라 진행 속도는 비교적 빠를 수 있으며, 때로는 1년 이내에 여러 년에 걸쳐 진행될 수도 있지만, 스타일의 폭넓은 범위 때문에 평균을 정하기는 어렵다. 많은 그랜드 로지 또는 그랑 토리앙은 계급 간에 최소 1년의 시간을 둔다. 다음 계급으로 승급하는 것은 개별 로지와 관할구에서 정한 요구 사항에 따라 달라진다. 여기에는 프리메이슨 연구 논문 발표를 통한 숙련도 입증, 로지 활동의 적극적인 참여, 의례 또는 기타 프리메이슨 문서 암기, 서적 읽기 또는 심지어 구체적인 자기 개선 등이 포함될 수 있다.

## 조직

### 그랜드 로지

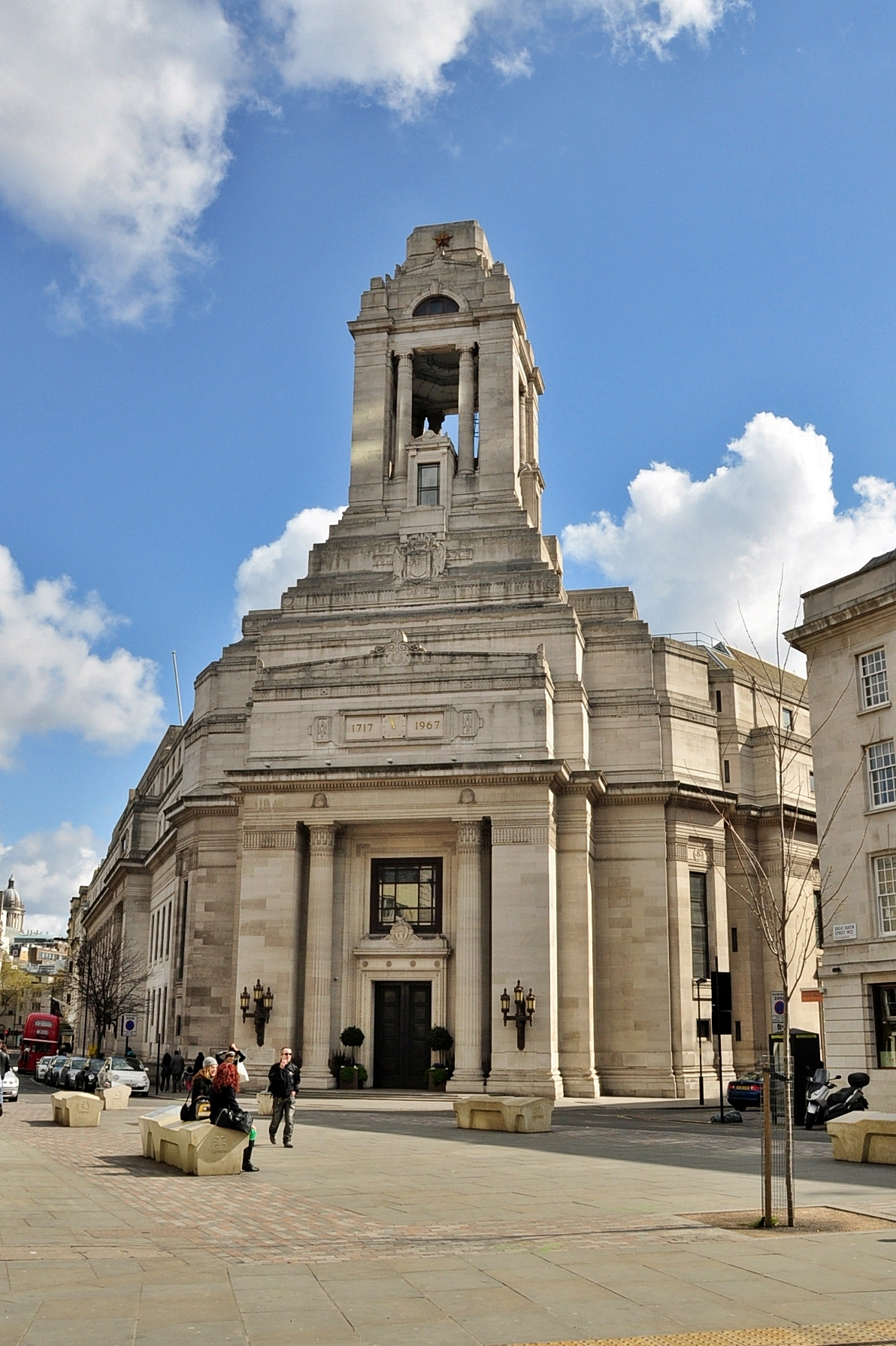
프리메이슨 홀, 런던. 영국 연합 그랜드 로지의 본부다.

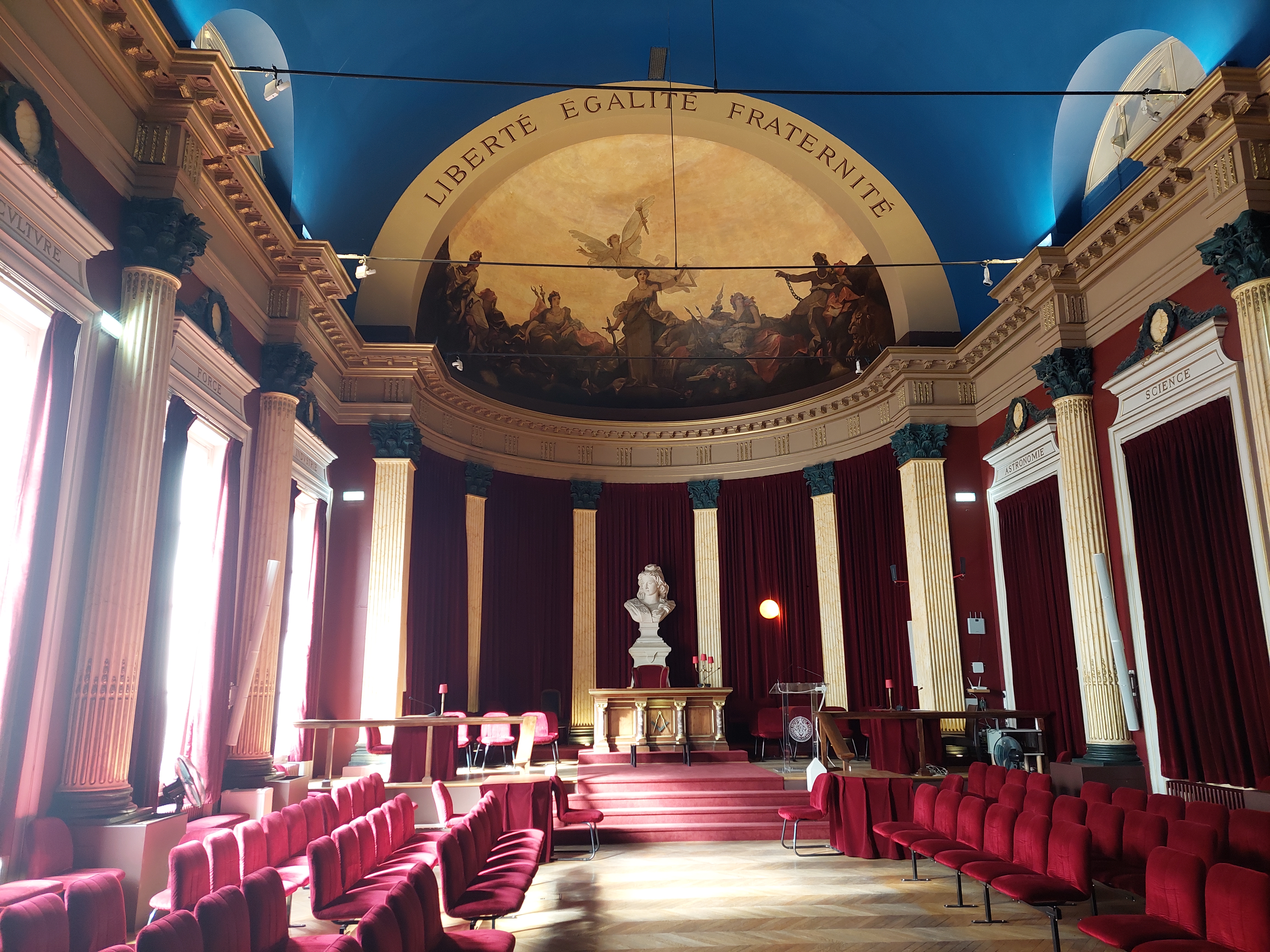
그랑 토리앙 드 프랑스의 역사적인 그랜드 로지

그랜드 로지(때때로 그랑 토리앙이라고도 불림)는 특정 국가, 주 또는 지리적 지역(관할구라고 불림)에서 메이슨을 통치하는 독립적이고 주권적인 단체이다. 전 세계 프리메이슨을 총괄하는 단일의 중앙 통치 기관은 없으며, 다른 관할구 간의 연결은 오로지 상호 인정에 따라 달라진다.
21세기 초 프리메이슨의 전 세계 회원 수는 약 200만 명에서 600만 명 이상으로 추정된다.
이 형제단은 행정적으로 독립적인 그랜드 로지 (또는 때로는 그랑 토리앙)로 조직되어 있으며, 각 그랜드 로지는 하위 (또는 구성) 로지로 구성된 자체 메이슨 관할구를 관할한다.
영국 연합 그랜드 로지(UGLE)는 여전히 전 세계에서 가장 큰 메이슨 관할구이다. 그러나 회원 수는 1960년대 약 50만 명에서 2023년 약 17만 명으로 급격히 감소했다. 이 조직은 지역 수준에서 다양한 지방 그랜드 로지로 구성되어 있다. 마찬가지로 아일랜드 그랜드 로지도 회원 수가 1960년 10만 명에서 현재 약 1만 9천 명으로 급격히 감소했다.
미국에서는 메이슨 회원 자격이 두 가지 시스템으로 조직되어 있다. 첫째는 51개의 "주류" 그랜드 로지로, 각 주에 하나씩 그리고 워싱턴 D.C.에 하나가 있다. 이 그랜드 로지들은 1957년에 400만 명 이상의 회원을 자랑했지만, 회원 수는 급격히 감소했다. 북미 메이슨 봉사 협회에 따르면, 현재 이들 관할구의 총 회원 수는 약 87만 5천 명이다.
또한 UGLE와 우호 관계에 있는 46개의 프린스 홀 그랜드 로지가 다양한 미국 주에서 운영되고 있으며, 인정된 그룹에서 분리된 여러 프린스 홀 스타일 그랜드 로지도 있다. 프린스 홀 프리메이슨는 역사적으로 아프리카계 미국인을 위한 프리메이슨 지부로, 주 그랜드 로지 시스템과 병행하여 자체적인 별도의 그랜드 로지 시스템을 유지한다.
이 두 시스템(주류 그랜드 로지 및 프린스 홀 그랜드 로지)은 UGLE에서 인정하는 총 97개의 그랜드 로지를 구성하며, 미국 내에서 관할권을 공유한다. 이들은 미국 메이슨 관리의 주요 기관을 대표하지만, 둘 다 20세기 중반 최고치 이후 회원 수가 크게 감소했다.
프랑스에서는 그랑 토리앙 드 프랑스가 자유주의 프리메이슨에서 가장 크고 영향력 있는 단체로, 약 1,381개의 로지에 걸쳐 5만 3천 명 이상의 회원을 보유하고 있다. 많은 앵글로아메리칸 관할구와 달리 회원 수가 크게 감소하지 않고, 그랑 토리앙은 1960년 3만 3천 명에서 2023년 5만 3천 명으로 놀라운 성장을 보였다. 이러한 성장은 양심의 자유, 사회 발전 및 지적 탐구를 강조하는 자유주의 철학적 접근 방식의 지속적인 매력을 반영한다. 그랑 토리앙은 역사 전반에 걸쳐 세속주의, 민주주의 및 인권 원칙을 옹호하며 프랑스 정치 및 지적 생활에 특히 큰 영향을 미쳤다.

### 그랜드 로지와 그랑 토리앙
그랑 토리앙과 그랜드 로지 사이에는 근본적인 차이가 없다. 그들은 단지 같은 종류의 기관에 대한 다른 용어일 뿐이다. "그랑 토리앙"이라는 용어는 1773년 프랑스 그랜드 로지가 스스로를 그랑 토리앙 드 프랑스로 개명하기로 투표하면서 처음 대중화되었다. "오리앙(Orient)"이라는 단어는 라틴어로 "동쪽"을 의미한다.
그랑 토리앙과 그랜드 로지는 자유주의든 앵글로아메리칸이든 모든 프리메이슨 전통에 존재한다. 예를 들어, 영국 연합 그랜드 로지 (앵글로아메리칸 프리메이슨 전통)는 이탈리아 그랑 토리앙을 인정하고, 반면 그랑 토리앙 드 프랑스 (자유주의 프리메이슨 전통)는 이탈리아 그랜드 로지를 인정한다.

### 인정, 우호 관계 및 정규성
그랜드 로지 간의 관계는 인정 개념에 따라 결정된다. 각 그랜드 로지 또는 그랑 토리앙은 자신이 인정하는 다른 그랑 토리앙 또는 그랜드 로지 목록을 유지한다. 두 그랜드 로지가 서로를 인정하고 프리메이슨적 소통을 하고 있을 때, 이들은 우호 관계에 있다고 말하며, 각 그랜드 로지의 형제들은 서로의 로지를 방문하고 프리메이슨적으로 교류할 수 있다. 두 그랜드 로지가 우호 관계에 있지 않을 때는 상호 방문이 허용되지 않는다. 한 그랜드 로지가 다른 그랜드 로지에 대한 인정을 보류하거나 철회하는 데는 여러 이유가 있지만, 가장 흔한 두 가지는 독점 관할권과 정규성이다.

#### 독점 관할권
독점 관할권은 일반적으로 특정 지리적 지역에 하나의 그랜드 로지만 인정되는 개념이다. 두 그랜드 로지가 같은 지역에 대한 관할권을 주장하는 경우, 다른 그랜드 로지들은 그들 중 하나를 선택해야 하며, 모두 같은 곳을 인정하기로 결정하지 않을 수도 있다. (예를 들어, 1849년에 뉴욕 그랜드 로지는 두 개의 경쟁 파벌로 나뉘어 각자 합법적인 그랜드 로지라고 주장했다. 다른 그랜드 로지들은 분열이 치유될 때까지 그들 중 하나를 선택해야 했다.) 독점 관할권은 두 개의 중복되는 그랜드 로지 자체가 우호 관계에 있고 관할권을 공유하기로 동의할 경우 면제될 수 있다. 예를 들어, 코네티컷 그랜드 로지는 코네티컷 프린스 홀 그랜드 로지와 우호 관계에 있으므로 독점 관할권 원칙이 적용되지 않으며, 다른 그랜드 로지들은 둘 다 인정할 수 있다. 마찬가지로, 독일의 다섯 가지 다른 종류의 로지는 국제적인 인정을 받기 위해 명목상 하나의 그랜드 로지 아래 통합되었다.

#### 현대적 도전과 진화
독점 관할권 개념은 프린스 홀 그랜드 로지(아프리카계 미국인을 위해 설립된 프리메이슨 지부)에 대한 인식이 증가하면서 미국에서 크게 도전받았다. 역사적으로 많은 "주류" 또는 앵글로아메리칸 미국 그랜드 로지는 독점 관할권을 내세워 해당 주에서 운영되는 프린스 홀 그랜드 로지를 인정하지 않았다. 그러나 이러한 경향은 1989년 코네티컷 그랜드 로지가 자매 프린스 홀 로지를 인정하면서 변화하기 시작했다.
이러한 초기 인정은 주류와 프린스 홀 그랜드 로지 간의 "공유 관할권"에 대한 선례를 만들었으며, 이는 독점 관할권의 전통적인 해석을 효과적으로 변경했다. 2024년까지 대부분의 미국 그랜드 로지는 자매 프린스 홀 로지를 인정했으며, 상호 인정과 우호 관계를 유지하는 한 두 개의 그랜드 로지가 동일한 지리적 영역 내에서 합법적으로 운영될 수 있다는 새로운 규범을 확립했다.
이러한 관행의 진화는 전통적인 프리메이슨 원칙이 정규 프리메이슨의 근본적인 목표를 유지하면서 사회적 진보를 수용하기 위해 어떻게 적응할 수 있는지를 보여준다. 일부 관할구는 공유 관할권의 조건을 구체적으로 명시하는 서면 합의를 통해 이러한 배열을 공식화했다.

### 개념의 기원

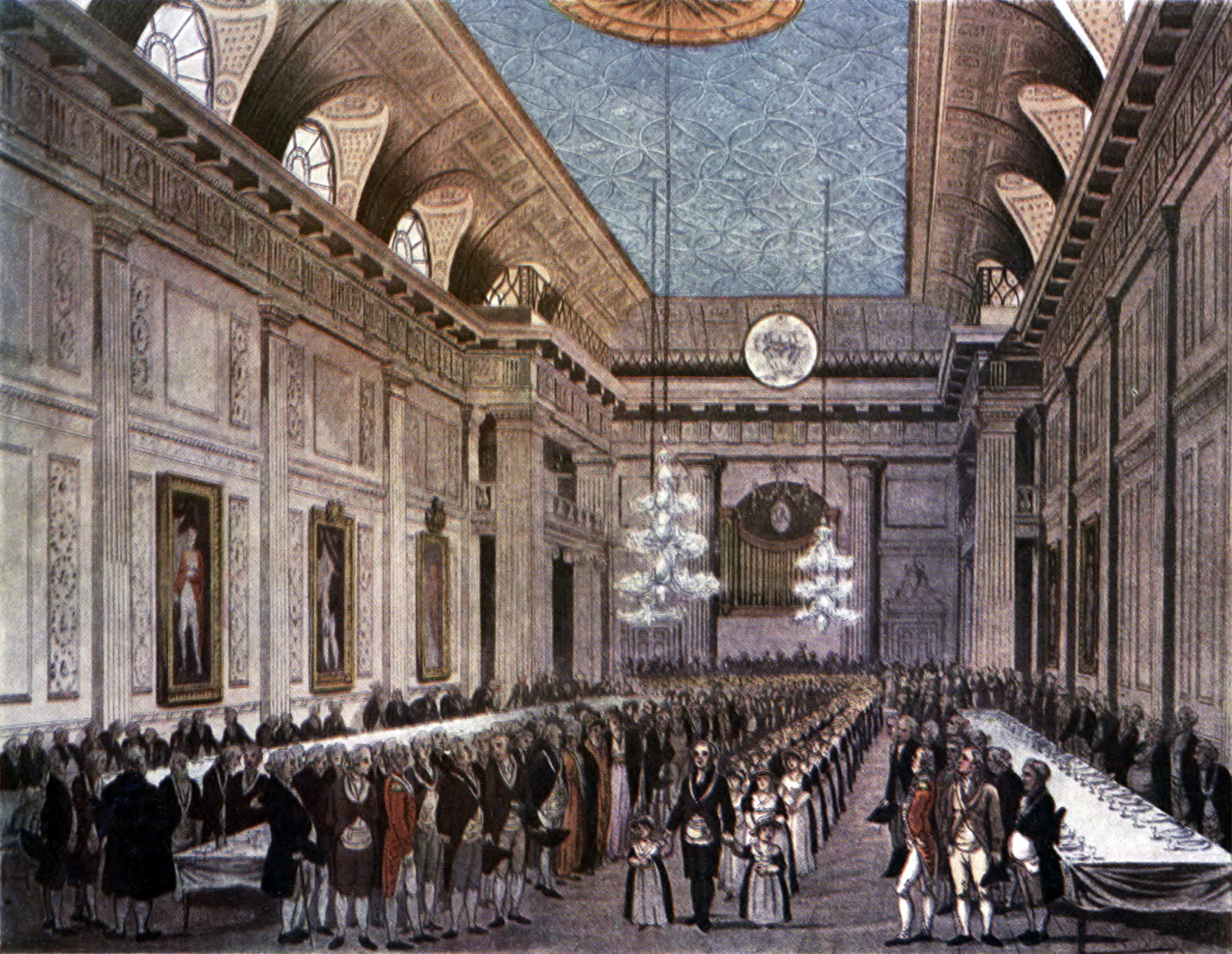
First Freemason's Hall, 1809

"정규성"이라는 개념은 앵글로아메리칸 프리메이슨와 자유주의 프리메이슨 간의 분열이 존재하기 전, 즉 앤더슨 헌법에 인쇄된 페인의 규정에서 처음 등장했다. 규정 VIII은 다음과 같이 명시한다.
만약 어떤 메이슨 집단이 대장군의 허가 없이 로지를 설립한다면, 정규 로지들은 그들을 지지하거나 정당한 형제이자 제대로 형성된 로지로 인정해서는 안 되며, 그들의 행위나 행동을 승인해서도 안 된다. 대신, 대장군이 자신의 지혜에 따라 지시하고 새로운 로지가 로지 목록에 등록될 때 관례대로 다른 로지에 알려질 때까지, 그들을 반역자로 취급해야 한다.

이 초기 인정 시스템은 로지가 신뢰할 수 있고 사기성 있는 로지가 아닌지 판단하는 데 사용되었으며, 교리적 일치를 강제하는 데 사용되지 않았다.

### 자유주의 및 앵글로아메리칸 인정 시스템

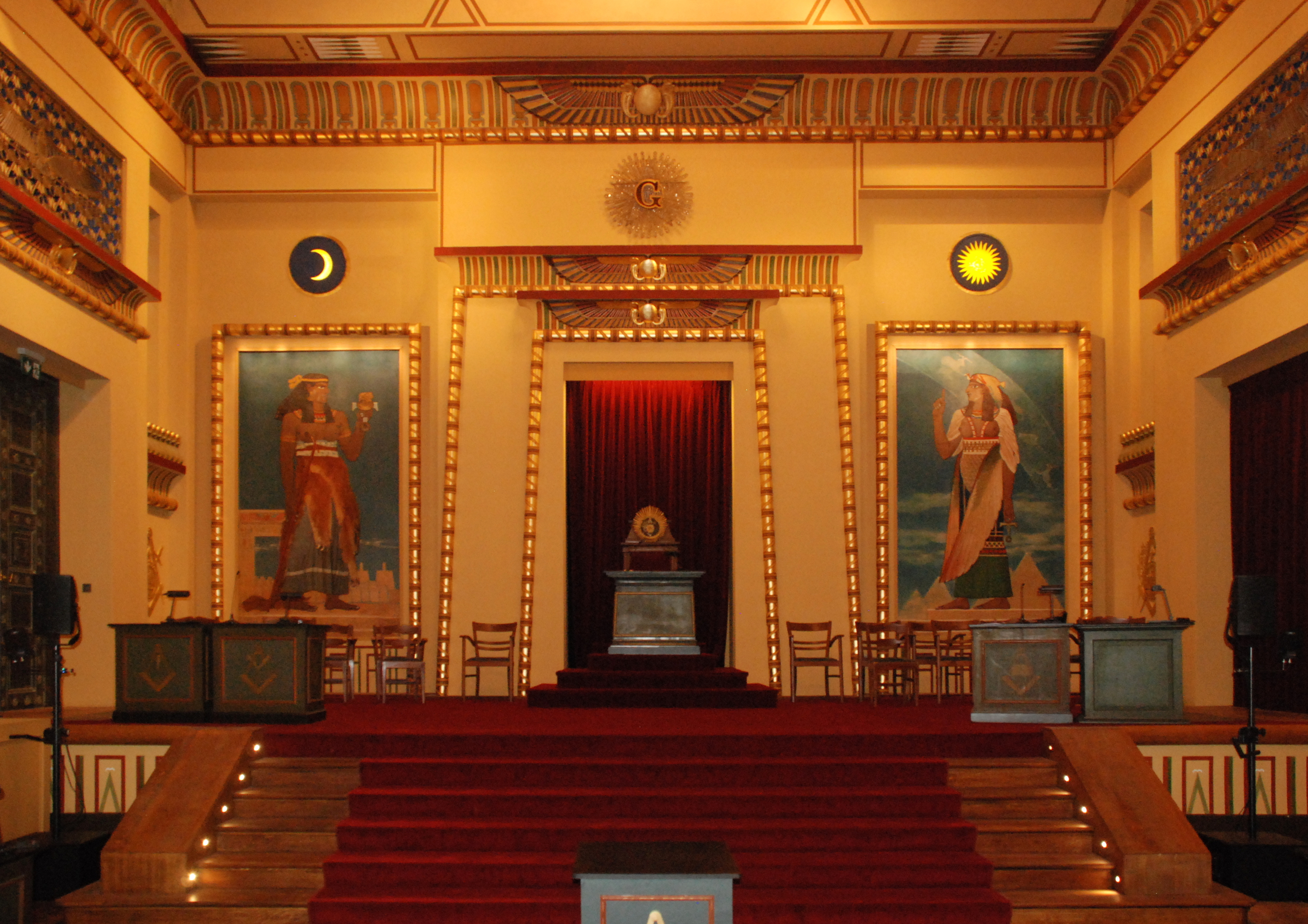
브뤼셀 벨기에 그랑 토리앙의 레자미 필란트로프 자유주의 프리메이슨 사원의 내부

자유주의와 앵글로아메리칸 전통 모두 자체적인 정규성 해석을 발전시켜 왔으며, 철학적 기반이 다름에도 불구하고 시간이 지남에 따라 진화해왔다. 이러한 개념의 현대적 이해는 그랑 토리앙 드 프랑스(GOdF)의 1877년 헌법 개혁 이후 구체화되었는데, 이 개혁은 절대적인 양심의 자유를 포용하고 지고의 존재에 대한 의무적 믿음을 삭제했다.

### 앵글로아메리칸 랜드마크와 그 진화
영국 연합 그랜드 로지(UGLE)로 대표되는 앵글로아메리칸 프리메이슨은 "랜드마크" 즉 메이슨 정체성에 필수적이라고 여겨지는 근본 원칙들에 대한 준수를 기반으로 정규성 개념을 형성한다. 종종 불변하는 것으로 제시되지만, 이러한 랜드마크는 시간이 지남에 따라 상당한 재해석을 겪었다.
1700년대 초에 기독교인에게만 엄격하게 적용되었지만 종파 분쟁 시대에 모든 교파를 환영함으로써 처음에는 혁신적이었던 종교적 요구 사항은 점차 확장되었다. 이는 계시된 성경과 생명 이후 육체의 부활을 가진 모든 종교를 포함하도록 진화했으며, 그 다음에는 어떤 지고의 존재에 대한 믿음을 받아들이고, 어떤 형태의 형이상학적 믿음에 대한 요구 사항을 유지하면서도 더 개인화된 영성 해석을 허용하고 있다.
마찬가지로, 독점적 영토 관할권 원칙은 미국에서 진화했는데, 많은 주가 이제 프린스 홀과 주류 그랜드 로지 사이에 관할권을 공유한다. 이는 역사적 관행에서 크게 벗어난 것이다.
아마도 가장 중요한 변화는 여성 프리메이슨와 관련된 진화일 것이다. UGLE는 자체 로지 내에서 성별 분리를 유지하면서도 1999년에 "프리메이슨은 남성에게만 국한되지 않는다"는 것을 공식적으로 인정하고 여성 메이슨 단체의 합법성을 인정했지만, 상호 방문은 허용하지 않았다. UGLE는 이제 여성 메이슨 조직과 협력적인 자선 프로젝트에 참여하며, 프리메이슨 여성이 합법적인 메이슨이 될 수 없다고 부인했던 초기 입장과는 상당한 진화를 보여준다.
프리메이슨 내에는 보편적인 랜드마크가 존재하지 않는다. 각 그랜드 로지 또는 그랑 토리앙은 자체적인 랜드마크를 유지하며, 일부 단체는 어떠한 특정 랜드마크도 성문화하지 않는다. 프리메이슨 인정의 실제는 랜드마크에 대한 보편적인 합의가 아니라, 인정하는 관할구에서 중요하게 여기는 랜드마크 원칙을 인정받는 단체가 위반하지 않도록 보장하는 데 달려 있다. 앵글로아메리칸 프리메이슨 내에서 인정에 대한 공유 규칙은 각 그랜드 로지가 포용하는 특정 프리메이슨 전통에 따라 상당히 다르다. 세 가지 랜드마크 시스템이 프리메이슨 법학에서 특히 두드러진다: 거버넌스와 실질적인 인정 요구 사항에 초점을 맞춘 1929년 영국 연합 그랜드 로지 랜드마크; 행정 구조와 원칙을 포괄적으로 설명하는 앨버트 매키의 광범위한 1858년 25개 랜드마크 목록; 그리고 프리메이슨 랜드마크를 7가지 본질적인 철학적 요소로 요약한 로스코 파운드의 1911년 간소화된 접근 방식이다.
| 측면             | UGLE (1929)                                                | 앨버트 매키 (1858)                                                             | 로스코 파운드 (1911)                                            |
| ---------------- | ---------------------------------------------------------- | ------------------------------------------------------------------------------ | --------------------------------------------------------------- |
| 랜드마크 수      | 8                                                          | 25                                                                             | 7                                                               |
| 종교적 요구 사항 | 지고의 존재에 대한 믿음이 필요; 제단에 성경 필요           | 지고의 존재와 부활에 대한 믿음이 필요; 제단에 법전 필요                        | 하느님에 대한 믿음; 인격의 영속성에 대한 믿음; 제단에 법전 필요 |
| 성별 정책        | 남성 전용; 혼성 로지와는 관계 없음                         | 남성 전용; "자유롭게 태어난 성인"                                              | 남성, 자유롭게 태어난 자, 성인이어야 함                         |
| 거버넌스 구조    | 그랜드 로지는 장인 계급에 대한 주권적 관할권을 가짐        | 대장군에 의한 통치; 대장군의 특정 권리와 특권; 회장과 감찰관에 의한 로지 통치  | 랜드마크로 명시되지 않음 (관습법으로 간주)                      |
| 핵심 원칙        | 정치 또는 종교 논의 금지; 고대 랜드마크, 관습 및 관례 준수 | 인식 방식; 비밀; 세 가지 계급; 히람 전설; 메이슨의 평등; 실제 작업 예술에 기반 | 세 번째 계급의 전설; 비밀; 실제 작업 예술의 상징주의            |

이 비교에서 볼 수 있듯이, 모든 세 랜드마크 시스템에는 공통 요소(신성 존재에 대한 믿음, 남성 전용 회원, 상징적/사색적 성격)가 있지만, 범위, 세부 사항 및 강조점에는 상당한 차이가 있다. UGLE 시스템은 주로 거버넌스 및 인정 요구 사항에 중점을 두는 반면, 매키의 광범위한 목록에는 자세한 행정 특권이 포함되어 있으며, 파운드의 간소화된 접근 방식은 철학적 본질을 강조한다.

### 자유주의 랜드마크와 철학적 기반
자유주의 프리메이슨은 근본적으로 다른 관점에서 정규성에 접근하며, 앤더슨 헌법보다 250년 이상 앞선 1459년 스트라스부르 메이슨 헌법과 같은 초기 메이슨 문서에서 철학적 기반을 찾는다. 자유주의 메이슨은 랜드마크를 고정되고 불변하는 것으로 보기보다는 민주적 토론과 진화적 해석에 개방된 원칙으로 간주한다.
1723년에 설립되어 1773년에 개명된 그랑 토리앙 드 프랑스(GOdF)는 자유주의 메이슨 인정의 황금 표준 역할을 한다. GOdF의 인정은 자유주의 메이슨 공동체 내의 모든 그랑 토리앙 또는 그랜드 로지에게 중요한 성과를 나타내며, 양심의 자유와 보편적 형제애 원칙에 대한 헌신을 확증한다. GOdF는 특정 핵심 원칙이나 랜드마크에 대한 준수보다는 공유된 철학적 원칙을 기반으로 전 세계 프리메이슨 단체와 인정 협정을 유지한다.
대조적으로, 자유주의 메이슨 단체들은 일반적으로 다음을 중심으로 한 인정 기준을 사용한다.
- 양심의 자유 원칙(라익시테)에 대한 준수, GOdF의 획기적인 1877년 헌법 개혁에서 확립된 핵심 가치[107]
- 이성, 정의, 형제애를 통한 인류 발전에 대한 헌신
- 종교적 독트린 또는 정치적 통제로부터의 독립
- 철학적, 사회적, 윤리적 질문에 대한 공개적 검토
- 모든 메이슨 단체의 평등과 자율성 인정
- 메이슨 전통과 관행의 다양성 존중
- 정책이 투표로 결정되는 정기 회의를 통한 민주적 거버넌스

이러한 원칙들은 초기 프리메이슨을 형성한 계몽시대의 가치를 반영하며, 인간 이성, 자유 사상, 진보적인 사회 참여 및 지적 자유를 강조한다.
더 나아가, 그랑 토리앙 드 프랑스는 헌법 제1조에서 프리메이슨이 무엇인지 유명하게 설명하며, 이러한 원칙에서 벗어나면 그랜드 로지가 GOdF로부터 인정을 받지 못할 수 있다.
본질적으로 박애적이고, 철학적이며, 진보적인 기관인 프리메이슨은 진리 탐구, 도덕 연구, 연대 실천을 목적으로 한다. 프리메이슨은 인류의 물질적, 도덕적 향상, 지적, 사회적 완성을 위해 노력한다. 그 원칙은 상호 관용, 타인과 자신에 대한 존중, 그리고 절대적인 양심의 자유이다. 형이상학적 개념을 회원 개개인의 판단 영역으로만 간주하며, 모든 독단적인 주장을 거부한다. 프리메이슨은 세속주의에 근본적인 중요성을 부여한다. 그 슬로건은: 자유, 평등, 박애이다.

### 국제 인정 네트워크
두 전통 모두 인정과 협력을 촉진하기 위해 복잡한 국제 네트워크를 구축했다.
많은 자유주의 그랜드 로지는 앵글로아메리칸 단체보다 덜 엄격한 인정 요건을 준수하는 CLIPSAS에 참여한다. 1961년 11개 주권 프리메이슨 단체에 의해 설립된 CLIPSAS는 전 세계적으로 100개 이상의 회원 복종 단체를 포함하도록 성장했다. 2019년 GOdF의 철수로 CLIPSAS의 영향력은 도전받았지만, 전 세계 자유주의 프리메이슨 관계를 촉진하는 데 여전히 중요하다. 다른 중요한 자유주의 프리메이슨 국제 조직으로는 TRACIA(유럽과 라틴 아메리카 전역의 자유주의 단체들을 조정)와 UMM(지중해 메이슨 단체들을 통합)이 있다.
앵글로아메리칸 프리메이슨은 주로 그랜드 로지 간의 양자 인정(인정)을 통해 운영되며, UGLE, 스코틀랜드 그랜드 로지, 아일랜드 그랜드 로지(통칭 "본국 그랜드 로지")가 이 시스템 내에서 특히 영향력을 발휘한다. 북미 대장군 회의는 앵글로아메리칸 프리메이슨 협력을 위한 또 다른 포럼을 제공하지만, 자유주의 전통의 CLIPSAS와 같은 공식적인 인정 권한은 없다.

## 기타 계급, 명령 및 단체
블루 로지는 영국에서 장인 로지로 알려져 있으며, 세 가지 전통적인 계급만을 제공한다. 대부분의 관할구에서는 전직 또는 임명된 회장의 계급도 블루/장인 로지에서 부여된다. 장인 메이슨은 자신의 그랜드 로지에서 승인되었든 아니든, 일치하는 또는 다른 단체에서 추가 계급을 취함으로써 메이슨 경험을 확장할 수 있다.
고대 승인 스코틀랜드 의례는 지역 또는 국가 최고 회의에 의해 관리되는 세 가지 블루 로지 계급을 포함하여 33개 계급으로 구성된 시스템이다. 이 시스템은 북아메리카, 남아메리카 및 유럽 대륙에서 인기가 있다. 미국에서는 유사한 범위를 가진 요크 의례가 세 가지 메이슨 명령, 즉 왕실 아치, 암호 메이슨 및 성전기사단을 관리한다.
영국에서는 각 명령을 별도의 단체가 관리한다. 프리메이슨은 성스러운 왕실 아치에 가입하도록 권장되며, 이는 스코틀랜드와 아일랜드의 마크 메이슨와 연결되어 있지만, 잉글랜드에서는 완전히 분리되어 있다. 잉글랜드에서 왕실 아치는 장인 의례와 밀접하게 관련되어 있으며, 켄트 공작 에드워드를 포함하여 많은 그랜드 임원들을 공유한다. 켄트 공작 에드워드는 장인 의례의 대장군이자 왕실 아치의 제1대장군이다. 잉글랜드 성전기사단과 암호 메이슨은 런던 마크 메이슨 홀의 마크 그랜드 로지 사무실과 직원을 공유한다. 고대 승인 의례(스코틀랜드 의례와 유사)는 회원이 삼위일체 기독교 신앙을 선포하도록 요구하며, 런던의 듀크 스트리트에서 관리된다. 반대로, 잉글랜드 로시크루키아나 학회는 회원이 영국 연합 그랜드 로지 장인 메이슨이어야 하는 완전히 독립적인 오컬트 조직이다.
노르딕 국가에서는 스웨덴 의례가 지배적이며, 그 변형은 독일 일부 지역에서도 사용된다.

## 의례와 상징주의

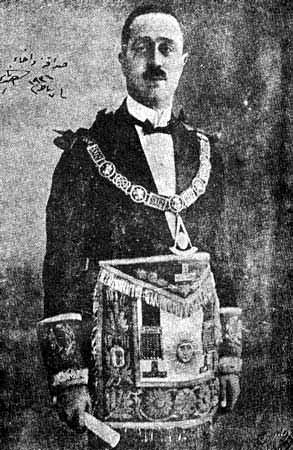
1925년 완전한 메이슨 복장을 한 오스만 왕조의 귀족 아흐마드 나미.

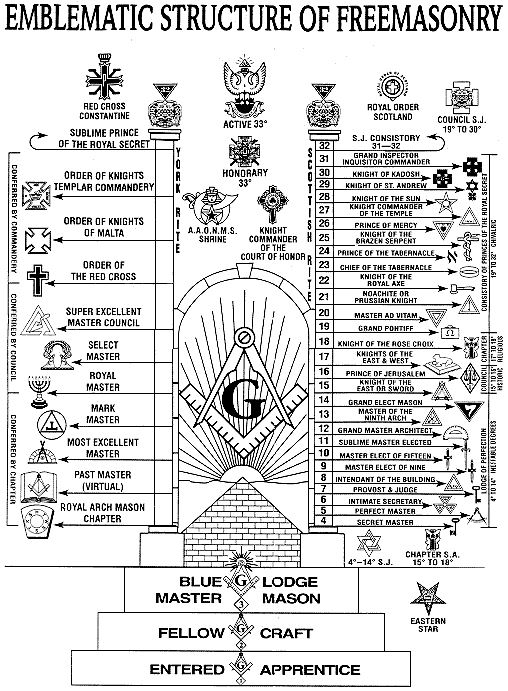
조직과 관련된 상징을 보여주는 프리메이슨 구조

프리메이슨은 자신을 "우의와 상징으로 가려진 아름다운 도덕 체계"라고 묘사한다. 상징주의는 주로 석공들의 도구인 직각자와 컴퍼스, 수평계와 수직추, 모종삽, 거칠고 다듬어진 절단석 등에서 유래하지만, 여기에만 국한되지는 않는다. 도덕적 교훈은 이러한 각 도구에 부여되지만, 할당은 결코 일관되지 않다. 상징주의의 의미는 의례를 통해 배우고 탐구되며, 개인 메이슨들이 자신들의 통찰력과 의견을 제공하는 강의와 기사를 통해 배우고 탐구된다.
서양 밀교 학자 얀 A. M. 스누크에 따르면, "프리메이슨을 가장 잘 특징짓는 방법은 무엇이 아닌지를 통해 정의하는 것이지, 무엇인지를 통해 정의하는 것이 아니다." 모든 프리메이슨은 "견습 메이슨", "직인", 그리고 "장인 메이슨"의 세 가지 계급으로 점진적으로 "입문", "통과", 그리고 "승급"되면서 "장인"으로서의 여정을 시작한다. 이 세 가지 의례 동안 후보자는 프리메이슨 상징을 점진적으로 배우고, 그가 어떤 계급을 취했는지 다른 메이슨들에게 알리는 악수 또는 토큰, 상징, 그리고 단어를 부여받는다. 극적인 우화적 의식에는 설명 강의가 포함되며, 제1성전의 건축과 수석 건축가 히람 아비프의 예술성 및 죽음을 중심으로 진행된다. 계급은 "견습 메이슨", "직인", "장인 메이슨"이다. 이러한 의례의 여러 가지 버전이 존재하지만, 다양한 로지 배치와 히람 전설의 버전에도 불구하고, 각 버전은 모든 관할구의 모든 프리메이슨에게 인식 가능하다.
일부 관할구에서는 각 계급의 주요 주제가 추적판으로 설명된다. 프리메이슨 주제를 그린 이 그림들은 어떤 계급이 진행 중인지에 따라 로지에 전시되며, 각 계급의 전설과 상징주의를 설명하기 위해 후보자에게 설명된다.
프리메이슨 형제애의 개념은 16세기 "형제"에 대한 법적 정의에서 유래한 것으로 보이며, 이는 서로에 대한 상호 지원 서약을 한 사람을 의미한다. 이에 따라 메이슨들은 각 계급에서 형제들을 지지하고 보호할 것을 선서한다. 대부분의 로지에서 선서 또는 의무는 개별 형제의 종교적 신념에 적합한 신성한 계시의 책인 경전에 근거한다(앵글로아메리칸 전통에서는 일반적으로 성경). 진보적인 유럽 대륙 프리메이슨에서는 성경 외의 책도 허용되며, 이는 그랜드 로지 간의 분열의 원인이 된다.

## 역사

### 기원
19세기 중반 이래 프리메이슨 역사가들은 1425년경의 레기우스 시에서 18세기 초까지 거슬러 올라가는, 오래된 규약으로 알려진 일련의 유사한 문서들에서 이 운동의 기원을 찾아왔다. 이 문서들은 노동자 메이슨 로지의 회원 자격을 암시하며, 그것을 이 직종의 신화화된 역사, 그 계급의 의무, 그리고 가입 시 충성 서약을 하는 방식과 연결시킨다. 15세기에는 또한 의례용 복장의 첫 증거가 나타난다.
이러한 지역 무역 조직이 오늘날의 메이슨 로지로 어떻게 발전했는지에 대한 명확한 메커니즘은 없다. 17세기 말에서 18세기 초에 활동하던 로지에서 알려진 가장 초기의 의례와 비밀번호는 나중에 18세기 후반에 승인되거나 사색적인 메이슨(물리적 직업을 수행하지 않는 회원들을 점차 그렇게 부르게 됨)에 의해 개발된 의례와의 연속성을 보여준다. 스코틀랜드의 에든버러 로지 (메리 채플) 1번의 회의록은 1598년의 노동자 로지에서 현대적인 사색 로지로의 연속성을 보여준다. 이곳은 세계에서 가장 오래된 메이슨 로지로 알려져 있다.

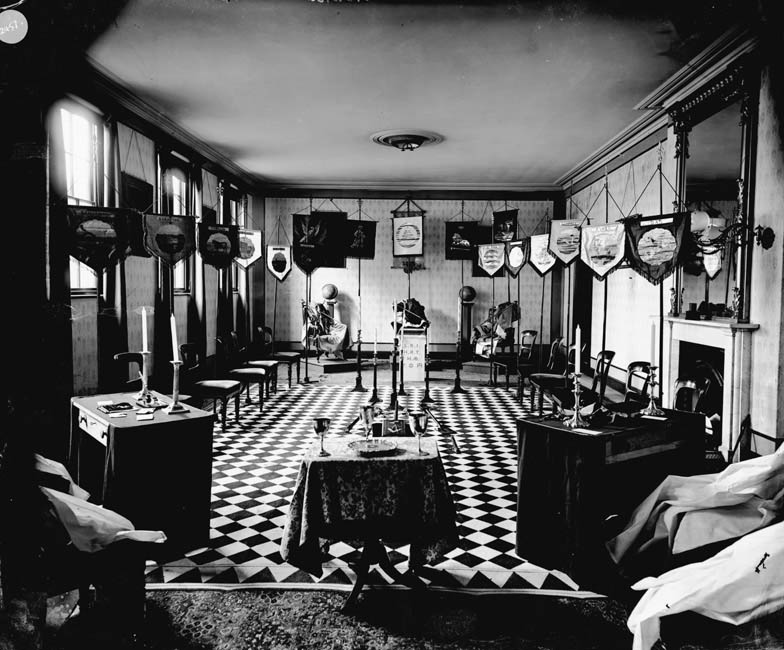
20세기 초 잉글랜드 베리세인트에드먼즈의 메이슨 홀 방. 성스러운 왕실 아치 회의를 위해 준비된 모습이다.

대안적으로, 1803년 독일 교수 요한 고틀리프 불레는 프리메이슨이 장미십자회의 부산물일 수 있다는 이론을 제시했으며, 이 아이디어는 토머스 드 퀸시에 의해 이어졌다.
최초의 그랜드 로지인 런던과 웨스트민스터의 그랜드 로지(나중에 프리미어 잉글랜드 그랜드 로지로 불림)는 1717년 6월 24일 세례자 요한 기념일에, 런던의 기존 로지 네 곳이 공동 만찬을 위해 모였을 때 설립되었다. 다음 10년 동안, 잉글랜드의 기존 로지 대부분이 새로운 규제 기관에 가입했으며, 이 기관은 자체적으로 대중 홍보와 확장을 시작했다. 새로운 로지들이 설립되었고, 형제단은 성장하기 시작했다.
18세기 동안 귀족과 예술가들이 원래 이 조직과 관련이 있던 장인들을 밀어내면서, 프리메이슨은 유럽 전역과 아메리카 식민지에서 유행하게 되었다.
1730년에서 1750년 사이에 그랜드 로지는 몇몇 로지들이 동의할 수 없는 여러 중요한 변화를 승인했다. 1751년 7월 17일에는 경쟁 그랜드 로지가 결성되었는데, 이들은 스스로를 "고대 잉글랜드 그랜드 로지"라고 칭하며 자신들의 의견으로는 이 로지들이 더 오래된 전통을 유지하고 프리미어 그랜드 로지가 채택했던 변화들을 거부한다고 밝혔다. 모욕적으로, 스스로 "고대 그랜드 로지"라고 칭한 이들은 프리미어 그랜드 로지를 지칭하기 위해 "근대"라는 용어를 만들어냈다(역사가들은 이제 두 단체를 구별하기 위해 프리미어 그랜드 로지와 고대 그랜드 로지라는 용어를 사용한다). 이 두 그랜드 로지는 1813년 12월 27일 영국 연합 그랜드 로지를 형성하기 위해 타협하여 두 그랜드 로지 모두에게 적합한 의례로 돌아가기로 합의할 때까지 우위를 다투었다.
아일랜드 그랜드 로지와 스코틀랜드 그랜드 로지는 각각 1725년과 1736년에 설립되었지만, 수년 동안 자국의 모든 기존 로지가 가입하도록 설득하지 못했다.

### 18세기 계몽주의

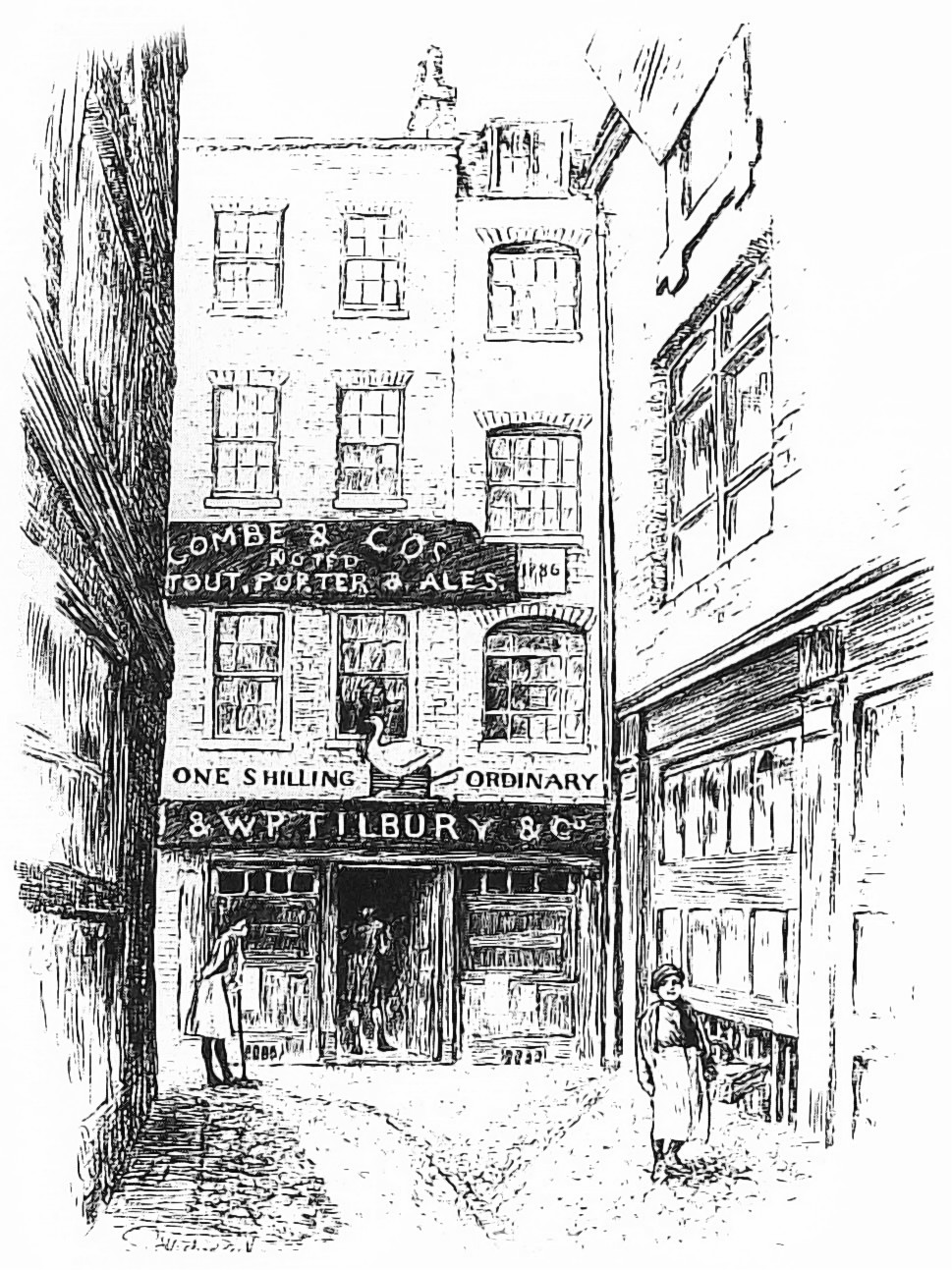
런던과 웨스트민스터 그랜드 로지(나중에 프리미어 잉글랜드 그랜드 로지로 불림)가 설립된 구스 앤드 그리드아이언.

계몽시대인 18세기 동안 프리메이슨들은 비슷한 생각을 가진 사람들의 국제적인 네트워크를 구성했으며, 종종 그들의 로지에서 의례적인 프로그램으로 비밀리에 만났다. 그들은 계몽주의의 이상을 홍보하고 이러한 가치들을 영국과 프랑스 및 다른 지역으로 확산시키는 데 기여했다. 영국 프리메이슨은 자체 신화, 가치 및 의례 집합을 가진 체계적인 신조를 제공했다. 이는 "자유, 박애, 평등"이라는 길드 사교성에서 물려받은 자유와 평등에 대한 공동체적 이해를 포함한 새로운 행동 규범을 육성했다. 스코틀랜드 병사들과 자코바이트 스코틀랜드인들은 대륙으로 형제애의 이상을 가져왔는데, 이는 스코틀랜드 관습의 지역 시스템이 아니라 왕정 절대주의에 대한 영국 혁명에서 비롯된 제도와 이상을 반영했다. 프리메이슨은 프랑스에서 특히 만연했으며—1789년까지 프랑스에는 5만에서 10만 명의 메이슨이 있었는데, 이는 프리메이슨을 모든 계몽주의 협회 중 가장 인기 있는 것으로 만들었다.
제이콥은 메이슨 로지가 사회 전체에 영향을 미쳤을 것이라고 주장하며, 그들은 "정치를 재구성하고 헌법과 법률, 선거와 대표를 갖춘 헌법적인 자치 형태를 확립했다"고 썼다. 즉, 로지 내에 설립된 미시 사회는 사회 전체의 규범적 모델을 구성했다. 이는 특히 대륙에서 그러했는데, 1730년대에 첫 로지들이 등장하기 시작했을 때, 그들의 영국적 가치 구현은 종종 국가 당국에 의해 위협적으로 인식되었다. 예를 들어, 1720년대 중반에 파리에서 모인 로지는 영국 자코바이트 망명자들로 구성되었다. 또한, 유럽 전역의 프리메이슨들은 18세기 전반에 걸쳐 계몽주의를 언급했다. 예를 들어, 프랑스 로지에서는 "계몽되기를 바라는 수단으로서 계몽된 자를 찾는다"는 문구가 입회 의례의 일부였다. 영국 로지들은 자신들에게 "계몽되지 않은 자들을 입문시키는" 의무를 부여했다. 많은 로지들은 과학적으로 질서 있는 우주를 창조한 신성한 존재를 지칭하는 메이슨 용어인 대건축가를 찬양했다.
반면에 역사가 로버트 로즈웰 팔머는 로지들이 개별적으로 운영되었고 메이슨들이 정치적으로 집단으로 행동하지 않았다고 언급했다. 미국 역사가들은 벤저민 프랭클린과 조지 워싱턴이 선도적인 메이슨이었지만, 혁명에서 프리메이슨의 중요성은 논쟁의 여지가 있는 주제라고 언급한다. 다니엘 로슈는 프리메이슨의 평등주의 주장에 대해 이의를 제기하며, "로지의 진정한 평등은 엘리트주의적이었고", 비슷한 사회적 배경을 가진 남성들만을 끌어들였다고 썼다.
장기적인 역사적 관점에서 노먼 데이비스는 프리메이슨이 약 1700년부터 20세기까지 유럽에서 강력한 세력이었다고 주장했다. 그것은 계몽시대 동안 빠르게 확장되어 사실상 유럽의 모든 국가뿐만 아니라 신세계와 아시아의 유럽 식민지에도 퍼졌다. 데이비스는 "19세기 이후에는 자유주의의 대의와 강력하게 연관될 것"이라고 말한다. 가톨릭 국가에서는 반성직주의적이었고 로마 가톨릭교회로부터 맹렬한 공격을 받았다. 20세기에는 파시즘과 공산주의 정권에 의해 탄압받았다. 이는 특히 왕족, 귀족, 정치인, 사업가뿐만 아니라 지식인, 예술가, 정치 활동가들에게 매력적이었다. 데이비스는 저명한 회원으로 몽테스키외, 볼테르, 로버트 월폴 경, 볼프강 아마데우스 모차르트, 요한 볼프강 폰 괴테, 벤저민 프랭클린과 조지 워싱턴을 언급한다. 스티븐 불록은 18세기 후반에 영국 로지들은 웨일스 공이, 프로이센 로지들은 프리드리히 대왕이, 프랑스 로지들은 왕자들이 이끌었다고 언급한다. 프랑스인의 황제 나폴레옹은 자신의 형제를 프랑스 대장군으로 선택했다.

### 유럽 대륙 또는 자유주의 프리메이슨의 출현

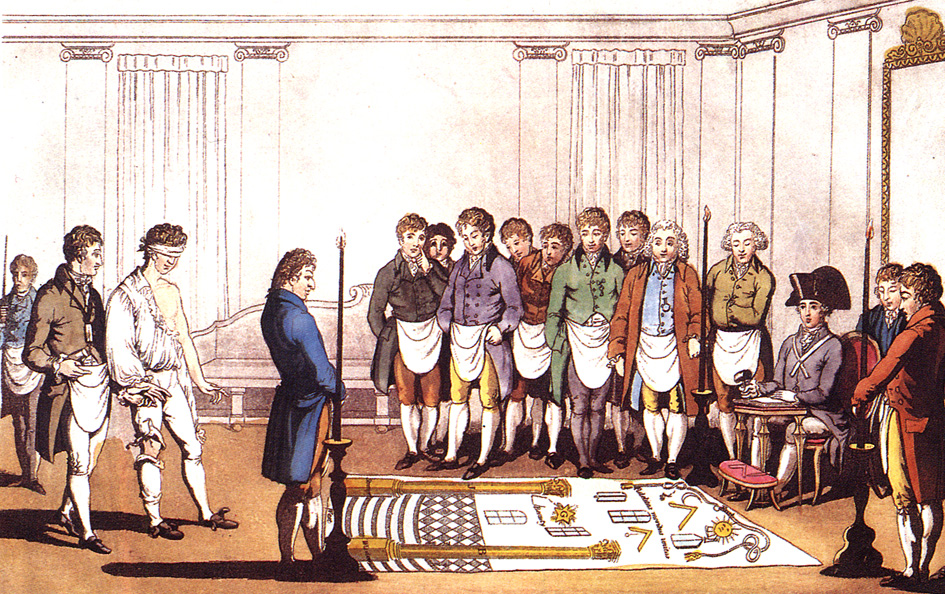
메이슨 입회식, 파리, 1745년

영국 프리메이슨은 1720년대에 프랑스로 퍼져나갔다. 처음에는 국외 거주자와 자코바이트 망명자들의 로지로 시작했지만, 곧 프리미어 잉글랜드 그랜드 로지의 의례를 여전히 따르는 독특한 프랑스 로지로 발전했다. 프랑스와 영국에서 프리메이슨은 18세기 동안 대부분의 유럽 대륙으로 퍼져나갔다. 프랑스 그랜드 로지는 클레르몽 공작의 그랜드 마스터십 아래 형성되었는데, 그는 명목상의 권한만을 행사했다. 그의 후계자인 루이 필리프 2세 (오를레앙 공작)은 1773년 중앙 조직을 그랑 토리앙 드 프랑스로 재구성했다. 프랑스 혁명 동안 잠시 침체되었던 프랑스 프리메이슨은 다음 세기에 계속 성장했으며, 처음에는 알렉상드르 프랑수아 오귀스트 드 그라스 백작 드 그라시-틸리의 지휘 아래 있었다.

### 프랑스
18세기에 자유주의 프랑스 정치인들은 메이슨 로지에 모여 1789년 프랑스 혁명을 지배했던 계몽시대 사상 중 일부를 발전시켰다. 애브너 할페른은 프랑스 프리메이슨이 1901년 프랑스 최초의 근대 정당인 급진당을 건설하는 데 중요한 역할을 했음을 추적했다. 이는 두 가지 메이슨 도구, 즉 19세기 말 프랑스에서 프리메이슨이 개발한 "시민 리더십 모델"과 그랑 토리앙 드 프랑스 연맹의 지역 메이슨 대회들을 사용했다.

### 러시아
프리메이슨은 18세기 계몽주의 사상을 도입하기 위해 러시아에서 활동했지만, 정부의 탄압으로 점점 더 약화되었다. 루드비크 하스에 따르면, 프리메이슨은 차르 러시아에서 공식적으로 불법이었지만, 1905년 혁명 이후 귀국한 망명자들에 의해 나중에 도입되었다. 이들은 파리에서 새로운 급진당에서 정치적으로 활동적인 메이슨이었다. 러시아에서 프리메이슨들은 입헌 자유주의를 지지하고 프랑스와의 관계를 유지하면서 많은 의례 의식을 간소화했다. 그들의 비밀 회의는 진보적 사상의 중심이 되었고, 정치인과 활동가들을 끌어들였다. 로지들은 처음에는 제1차 세계 대전을 지지하며 프랑스와의 긴밀한 관계를 촉진했다. 1917년 차르 정권이 전복되면서 정치 권력을 잡은 자유주의 활동가 알렉산드르 케렌스키는 메이슨이었다. 볼셰비키가 권력을 잡고 이 조직은 다시 불법화되면서 해체되었다.
프리메이슨 단은 비밀결사 단체로 반차르운동을 전개하다 러시아 혁명 겪었다. 프리메이슨 단의 정치적 영향력이 절정에 다다랐던 시기는 1917년 2월 혁명전후였다. 니콜라이 비사리오노비치 네크라소프의 증언에 따르면 2월 혁명 시기 단원들의 수는 약 300~350명 사이였다.
그리고 프리메이슨 단원들은 다양한 정당이나 정파에 소속되어 있었다.
- 인민주의 세력:알렉산더 표도로비치 케렌스키, 알렉산더 알렉세비치 데미아노프, 파벨 니콜라예비치 페레베제프, 게오르기 드미트리예비치 시다몬-에리스토프, 세르게이 드미트리예비치 므스티슬랍스키 등이 있었고,
- 멘셰비키적 성향의 인물: 니콜라이 세모노비치 치헤이제, 예브게니아 페트로비치 게게치코리, 아카키 이바노비치 치헨켈리, 세르게이 니콜라예비치 프로코포비치, 예카테리나 드미트리예브나 쿠스코바 등이 있었다.
- 입헌민주당(카데트) 소속: 니콜라이 비사리오노비치 네크라소프, 알렉산드르 미하일로비치 콜류바킨, 블라디미르 알렉산드로비치 스테파노프, 니콜라이 콘스탄티노비치 볼코프 등이 있었다.
- 진보당 소속: 이반 니콜라예비치 예프레모프, 알렉산드르 이바노비치 코노발로프, 알렉세이 아나톨예비치 오를로프-다비도프, 니콜라이 이바노비치 코롭카 등이 있다.
- 프리메이슨 조직이 강했던 우크라이나: 표도르 루돌포비치 슈타인겔, 이반 그리고리예비치 그리고로비치-바르스키, 니콜라이 프로코피에비치 바실렌코, 레브 블라디미로비치 피사르젭스키, 미하일 세르게예비치 그루솁스키 등이 있다.
- 볼셰비키 소속은 별로 없었다[155]

세르게이 페트로비치 멜구노프에 따르면 이 시기에 정치적 프리메이슨 단에서 핵심적인 역할을 맡은 건 네크라소프, 케렌스키, 미하일 이바노비치 테레셴코 3인방이었고, 1916년에 코노발로프와 예프레모프가 더해져 5인방이 되었다.
프리메이슨 운동 참여자들의 정치적 소속은 다양했지만 포괄적인 정치적 목적은 동일하였다. 정파와 무관하게 차르 전제정에 반대하였다.그레고리 야코블레비치 아론손 은 당시 러시아 프리메이슨단의 특징을 두가지로 요약했다. 하나는 단체의 비밀적 성격, 다른 하나는 소속된 인물들의 "잡다함, 다채로움, 다양성"이었다. 아론손의 설명에 따르면 당시 러시아에서 활동했던 정치적 프리메이슨단은 정당이 아니라 초정당적인 성격을 지닌 운동의 중심을 갖고자 했던 사람들이 연합한 단체였다. 그런 이유로 러시아의 정치적 프리메이슨 운동에는 입헌민주당과 진보당과 같은 자유주의자들, 사회민주주의자들, 인민주의자들은 참여하였지만 극우 세력은 배제되었다. 당시 러시아의 프리메이슨 단원들은 자신들이 다양한 정파에 속했다는데 모순을 느끼지 않았다. 가입식에 약속한 비밀준수에 따라 프리메이슨들은 자신들이 그런 조직에 속했다는 사실을 자신들의 소속 정당이나 정파에 알리지 않았다. 치헤이제 같은 사람들은 그런 프리메이슨 활동이 자신들이 소속된 당에 해를 끼치지 않는다고 생각했다.그런데 이들도 혁명을 원하지 않았다. 1917년 초에 볼셰비키가 선전활동을 활발히 전개할 때 프리메이슨단의 최고협의회는 혁명세력이 시위를 포기하도록 설득하기 위해 교섭을 결정했었다. 그런 목적으로 선출된 대표로 케렌스키, 네크라소프, 소콜로프, 알렉산더 야코블레비치 갈페른이 있었다.
그리고 당시 러시아의 다른 정치 세력과 마찬가지로, 러시아의 프리메이슨들은 1917년 2월 하순 페트로그라드에서 벌어진 사태와 2월 혁명을 전혀 예상하지 못하였다. 갈페른은 말한다:"우리는 갑작스럽게 혁명을 맞이했다. 혁명 초기에 우리가 가진 당혹감은 그야말로 엄청난 것이었다. 우리는 심지어 2월의 사건들이 아주 심각한 양상을 띠기 시작할 때에도, 그 사건들의 의미를 제대로 이해하지 못하였다."
2월 혁명 이후 타브리드 궁에서는 크레스티 감옥에서 해당된 멘셰비키, 4대 국가두마의 사회민주주의 당원들, 언론인들 그리고 몇명의 볼셰비키와 사회주의혁명당 좌파가 페트로그라드 노동자대표 소비에트의 임시집회위원을 구성하기도 결정됐다. 이 결정에 따라 임시집행위원회, 그 다음에 상임집행위원회가 개최되었다, 여기에 프리메이슨들인 스코벨레프, 소콜로프, 니콜라이 니콜라이예비치 수하노프, 케렌스키가 포함됐다. 소비에트 의장에는 '러시아민족들의 위대한 동방’(프리메이슨)의 최고협의회 위원인 치헤이제가 선출됐다. 성립된 두마의 임시위원회 속에는 네크라소프, 코노발로프, 미하일 알렉산드로비치 카라울로프, 블라디미르 알렉세예비치 르젭스키, 케렌스키, 치헤이제 같은 프리메이슨단원들이 포함되었다. 그에 따라 프리메이슨 조직은 국가두마와 소비에트 양쪽에 자신들 파벌의 주요 인물들을 포진시켰다.
1917년 3월 1일 저녁에 임시정부의 구성이 결정되었고, 2일 밤에 페트로그라드 소비에트와 국가두마 임시위원회 합동 대표회의에서 승인되었다.
임시정부 장관 11명중에 프리메이슨 단원들이 몇명인지 학계에서 논란이 되어왔다.
- 비탈리 이바노비치 스타르체프(Виталий Иванович Старцев) 보관됨 2021-08-07 - 웨이백 머신 역사학 박사는 임시정부 초대 내각에서 프리메이슨 단원은 네크라소프가 증언한 3명(네크라소프, 케렌스키, 코로발로프)이라 설명했다.[160]
- 빅터 스테파노비치 브라체프(Виктор Степанович Брачев)역사학 박사는 11명의 장관중 프리메이슨 단원은 최소 6명, 프리메이슨단과 관련을 맺은 경우도 포함하면 파벨 니콜라예비치 밀류코프를 제외한 최대 10명이었다.[161]
- 드미트리 알렉산드로비치 안드레예프( Дмитрий Александрович Андреев) 역사학 박사의 분석에 따르면 임시정부 1차 내각에서는 11명 중 7명, 제1차 연립정부에서는 15명 중 10명이 프리메이슨 단원들이었고, 제2차 연립정부에서는 16명 중에 10명, 제3차 연립정부에서는 17명 중 6명이 프리메이슨이었다.[162]

임시정부 내각에서 프리메이슨 단원의 비중에 대해 스타르체프는 비교적 신중한 입장을 취하고 있지만 그런 스타르체프도 10월 혁명 발생전까지 장관들중 프리메이슨 단원은 15명이라고 설명했다.

임시정부 각료 중 프리메이슨 수에 대해서는 논란의 여지가 있으나 초기 임시정부에서 주도권을 장악한 건 프리메이슨이었다. 이 점에 대해서는 3명설을 지지하는 스타르체프도 다음과 같이 설명하고 있다:
“그렇지만 이들 세 사람은 연약한 성격의 게오르기 르보프 총리, 신성종무원장인 르보프(В. Н. Львов), 이전에 프랑스 의전의 프리메이슨이었던 토지장관인 신가료프(А. 이. 신가료프)에게 영향을 미칠 수 있었다. 그러므로 그들은 초대 임시정부 내각에서 강력한 급진경향의 핵을 형성하였고, 임시정부는 국방장관인 10월동맹당의 구치코프와 외무장관인 밀류코프의 정치노선을 제압할 수 있었다."
임시정부 초대 각료 구성에서 프리메이슨단의 영향력을 명확히 보여준 사례가 테레셴코 임명문제였다. 요젭 블라디미로비치 게센은 밀류코프에게 질문했었다. 당시에는 사람들에게 별로 알려지지 않았고 백만장자의 아들이었던 테레셴코가 어떻게 임시정부 초대내각에서 재무장관이 되었는지에 대한 질문이었다. 밀류코프는 이 때는 "러시아 남쪽에서 어떤 유명한 인물을 정부 구성에 데려올 필요가 있었다”고 답변했었다.

그러나 나중에 밀류코프가 쓴 회고록에 따르면 사실을 달랐다. 밀류코프는 다음과 같이 속마음을 증언한다:
“우리 중에서 어느 누구에게도 알려지지 않은 새사람, 즉 우리 가운데 유일하게 ‘자본가-장관’인 테레셴코를 추천하는 것은 아주 어려웠다. 어떤 ‘명단’에서 그가 재무장관으로 ‘슬쩍 들어왔는가?’ 그 때 나는 근원이 바로 우리(즉 카데트)의 네크라소프와 예프레모프의 공화주의가 유래되었으며 케렌스키가 엮여있는 바로 그것이었음을 알지 못하였다. 이 근원에 대해 나는 아주 나중에 알았다.”
그 '근원'이 무엇인지는 다른 회고록에서 좀 더 자세히 언급하고 있다:
“나는 케렌스키와 네크라소프, 그리고 아직 언급하지 않았던 각료 두 사람, 즉 테레셴코와 코노발로프 사이의 유대를 또한 강조하고 싶다. 이들 네사람은 성격, 과거, 그리고 정치적인 역할면에서 매우 달랐다. 그렇지만 그들을 결합시킨 것은 단지 급진적인 정치적 견해만이 아니었다. 이것 외에도, 그들은 순수하게 정치적일 뿐만 아니라 그 나름대로 정치도덕적인 성격을 지닌 모종의 개인적인 유대로 연결되어 있었다. 심지어 그들은 그것과 동일한 근원에서 유래되는 상호적인 의무감 같은 것으로 결합되어 있었다.”
밀류코프가 말한 ‘정치도덕적인 성격을 지닌 모종의 개인적인 유대’란 프리메이슨 조직인 ‘러시아민족들의 위대한 동방’이다. 밀류코프는 프리메이슨단의 존재에 대해 별로 알지 못하고 있다가 임시정부가 성립된 이후에야 그 영향력을 실감하게 되었다.
프리메이슨의 입김은 임시정부 초기에 강하게 드러났다. 프리메이슨이 아니었던 밀류코프와 구치코프와는 달리, 프리메이슨 장관들은 미하일 알렉산드로비치의 권력을 인정하지 않기로 결정했다. 노동자병사대표 소비에트에 대해서도 밀류코프는 소비에트에 대하여 단호한 태도를 보여주어야한다고 주장하였다고 하면 프리메이슨‘러시아민족들의 위대한 동방’에 소속된 장관들은 소비에트와의 협력을 강조하였다. 임시정부 초대 내각을 대표하던 인물은 외무장관인 밀류코프였다. 그렇지만 그는 불과 2개월여만에 실각하고 말았다. 물론 이건 당연히 프리메이슨 때문만이라 2월 혁명 이후 복잡한 국내외 정세때문이다. 1917년의 러시아의 전반적인 상황은 복잡하게 전개됐고, 볼셰비키 지도자인 레닌은 페트로그라드에 도착하여 이른바 "4월 테제"를 발표했고, 경제적인 혼란이 심각해지던 상황에서 밀류코프가 실각하게 된 직접적인 계기는 전쟁 지속 문제였다. 그러나 이면에는 프리메이슨단에 속한 인물들의 압력이 있었다. 케렌스키, 네크라소프, 코노발로프는 임시정부 내각에서 보다 급진적인 경향을 보여주었고, 국방장관인 10월동맹당의 구치코프와 외무장관인 밀류코프 같은 온건파 정치노선 제압에 성공했다. 밀류코프는 케렌스키에게 "7명의 정부 각료들"이 밀류코프를 외무장관직에서 경질하고 인민교육부 장관으로 임명하기로 결정했다는 이야기를 들었다. 밀류코프 경질을 결정한 7명 중 그 핵심에는 프리메이슨 3인방인 케렌스키, 네크라소프, 테레셴코가 있었다. 나머지 4명은 우파 장관인 블라디미르 르보프, 고드네프, 케렌스키의 정치적 친구인 코노발로프와 르보프 공이었다. 밀류코프를 뒤이어 외무장관이 된 살마은 테레셴코였다.
임시정부 시기 프리메이슨단의 활동은 주로 최고협의회 중심으로 전개되었고, 당시 최고협의회가 가장 신경을 쓰고 있었던 부분은 좌파정당들을 연합 노선 속에 붙잡아두기 위해 좌파 정당들에게 영향을 미치는 것이다. 이 시기에 이 일에서 큰 역할을 맡은 살마은 멘셰비키에 속한 갈페른이었다. 노동자대표 소비에트에 있던 치헤이제는 비록 프리메이슨으로서의 활동은 적극적으로 하지 않았으나 갈페른에게 많은 도움을 주었다.
프리메이슨들의 중심 조직인 최고협의회가 지지하고 있던 것은 민주주의적 연대였고, 이점은 2월 혁명 이후에도 여전하였다.
이 시기에 러시아의 프리메이슨 단원들은 막후에서 정치상황에 대해 논의하였고, 중앙정부 및 지방의 중요한 지위에서 활동하고 있었다. 특히 케렌스키가 1917년 7월 초에 임시정부 총리 자리에 오른 다음에는 다수의 프리메이슨 단원들이 정부의 각종 직책에 임명되었다. 스타르체프에 따르자면 1917년에 중요한 행정직에 임명된 단원들은 도합 148명이었다. 프리메이슨 조직은 지방행정직의 인사 문제에도 긴밀한 관련이 있었다. 갈페른이 말한 바에 따르면, “주지사 자리에 누구를 임명할 것인지, 그리고 다른 중요한 행정직에 누구를 임명할 것인지에 관한 문제가 제기되었을 때, 무엇보다도 해당 지방의 로지의 단원들이 고려대상이 되었다. 만약 그들 가 운데 적임자가 있다면, 그 사람을 선택하였다.”
하지만 프리메이슨 단의 영향력으로 점차 축소되어가고있었다. 2월 혁명 직전에 로지는 약 40개였으나 10월 무렵엔 28개로 줄어들었다. 1917년 당시 프리메이슨 단원의 수는 그다지 많지 않았다. 러시아 전체를 통들어도 300~350명(최대 추정치도 500명)이었다. 혁명 이전에도 그 수가 많지 않았지만 혁명적 상황속에서 활동 여건이 크게 변하였다. 스타르체프에 따르면 혁명 이전에 차르정부에 의하여 정치적인 활동이 억압되던 시기에는 프리메이슨 단원들이 많지 않는 반정부 지도자들 가운데서도 두드러진 지위를 차지했었다. 반면에 혁명으로 갑작스럽게 자유가 허용되자 불과 수백명인 프리메이슨 단원들은 "흡사 바다 속의 물 한방울과도 같은 처지"에 놓이게 되었다.
또한 2월 혁명 이후에는 정치가와 전문가들뿐만이 아니라 수많은 대중이 정치 영역에 들어오게 되었다. 대중은 냉정한 정치적 판단력에 따라 움직이지 않고 감정이나 집단적 이해에 영향을 받는 겨양이 있었다. 이런 상황에선 대중 속으로 파고들어 대중에게 이해되는 구호를 내걸 수 있는 정치세력이 유리했다. 따라서 도덕적인 자기완성이나 진보, 자유, 민주주의라는 프리메이슨의 기보 원칙들은 혁명적 상황에서는 별다른 호소력을 발휘하지 못했다.
대중 속에 조직을 가지고 있던 혁명 정당들의 영향력은 점점 확대되었다. 2월 혁명으로 차르 정부가 붕괴된 이후에 유형 및 망명 생활을 하던 일급 혁명가들은 페트로그라드와 모스크바로 귀환하였다. 이로써 프리메이슨단에 가입하고 있던 멘셰비키와 인민주의자들은 역할이 축소되었다. 1917년 3월 중순에 카메네프, 스탈린, 4월 초에 레닌과 지노비예프 등 저명한 볼셰비키 지도자들이 각각 유형지 및 망명지로부터 귀국하자 프리메이슨들은 더욱 위축되었다. 볼셰비키는 프리메이슨단과 연결을 거론할 필요성을 느끼지 못했다.
조호연 박사는 다음과 같은 견해를 추가하고 있다: 2월 혁명 이후엔 프리메이슨 단원들 내부에서도 적대감이 너무 강하여 모임을 소집할 수 없는 지경에 이르렀다. 프리메이슨단의 정치적 목표는 전제정의 철폐였다. 그런데 2월 혁명으로 차르 체제가 붕괴되어 정치적 목표가가 달성되자 자유주의자들 내에서 상대적으로 급진적 성향이었던 네크라소프같은 입헌민주당 좌파가 사회민주주의자들과 비교하여 오히려 온건한 세력이 되고 말았다. 그리고 프리메이슨들은 혁명세력을 극복할 수 있는 정책을 가지고 있지 못했다. 그리고 프리메이슨단에 가입했던 사회민주주의자들은 사실 원래부터 정보획득 및 혁명이 한 방편으로서 가입했던 것이나 2월 혁명 이후에는 더 이상 프리메이슨단 활동의 필요성을 느낄 수 없었다.
치헤이제는 다음과 같이 증언해주었다: “혁명이 발발한 이후에 나는 로지나 최고협의회에 참석한 적이 한 번도 없다. 어떻게 하여 관계가 즉각 단절되었다. 나는 그곳으로 가고 싶은 생각도 나지 않았고, 그곳에서 나를 부르지도 않았다. 나는 그곳에서 어떤 활동이 있었는지 알지 못한다”
갈페른의 증언에 따르자면 치헤이제는 혁명이 발발한 이후에 갈페른에게 프리메이슨의 역할이 끝났다고 말하면서 프리메이슨단의 활동을 중지시킬 것을 강하게 주장하였다. 프리메이슨들은 사회민주주의자들을 조직의 틀 내에 묶어두려했으나 성공을 거두지 못하였다.
볼셰비키가 정권을 장악한 10월 혁명 이후 프리메이슨은 아무런 영향력도 발휘할 수 없었다. 러시아의 프리메이슨 운동은 소련 해체된 1991년에야 다시 등장한다.
프리메이슨들은 볼셰비키에 대해 비판적인 입장이었지만 10월 혁명을 막을 수 있는 힘이 없었다. 조호연은 "엘리트 중심의 프리메이슨 운동이 지닌 한계라고 볼 수도 있을 것"이라 결론내렸다.

### 이탈리아
에이드리언 리텔턴에 따르면, 20세기 초 프리메이슨은 이탈리아 정치에서 영향력 있지만 반쯤 비밀스러운 세력이었다. 이탈리아 전역의 전문가와 중산층 사이에 강력한 존재감을 가지고 있었고, 그 매력은 의회, 공공 행정, 군대의 지도층으로 확산되었다. 주요 두 조직은 그랑 토리앙과 이탈리아 그랜드 로지였다. 이들은 약 500개의 로지에 약 25,000명의 회원을 보유하고 있었다. 정치적으로는 이탈리아 민족주의를 장려하고, 통일에 중점을 두며, 로마 가톨릭교회의 권력을 약화시키는 데 주력했다. 로마 가톨릭교회는 통일에 강력하게 반대했으며, 따라서 프리메이슨에도 반대했다. 여러 정부는 반성직주의 측과 교회 측 사이를 반복적으로 오고 갔다. 프리메이슨들은 언론을 동원하고, 여론과 주요 정당이 1914-1915년 이탈리아의 제1차 세계 대전 참전을 지지하도록 격려하는 도전을 받아들였다. 1919년에는 독립적이고 민주적인 국가들의 평화로운 공존을 기반으로 한 새로운 전후 보편 질서를 촉진하기 위해 국제연맹을 선호했다. 1920년대 초 베니토 무솔리니의 많은 협력자들, 특히 로마 진군을 조직한 지도자들은 메이슨이었다. 로지들은 파시즘을 이탈리아를 볼셰비즘으로부터 구원한 구원자로 환영했지만, 무솔리니는 1920년대 중반에 로마 가톨릭교회와 화해하기로 결정하고 프리메이슨을 불법화했다.

### 북아메리카

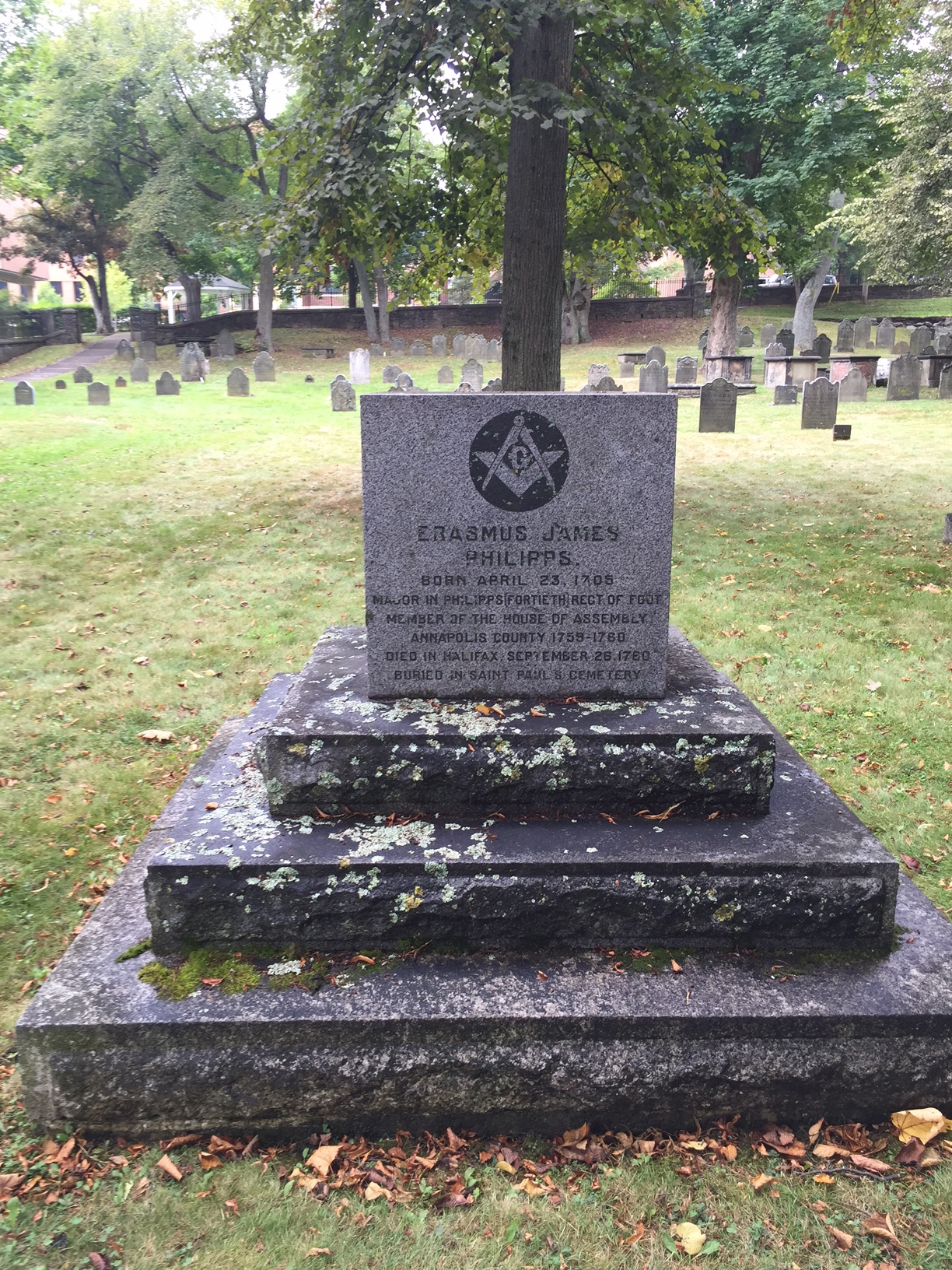
에라스무스 제임스 필립스, 현재 캐나다의 첫 프리메이슨, 올드 버링 그라운드 (핼리팩스, 노바스코샤)

가장 초기에 알려진 미국 로지는 펜실베이니아주에 있었다. 펜실베이니아주 항구의 세관원 존 무어는 첫 런던 그랜드 로지 설립 추정 2년 전인 1715년에 그곳에서 로지에 참석했다고 기록했다. 프리미어 잉글랜드 그랜드 로지는 1731년에 펜실베이니아에 기반을 둔 북아메리카 지방 대장군을 임명하여, 펜실베이니아 그랜드 로지 설립으로 이어졌다.
캐나다에서 에라스무스 제임스 필립스는 뉴잉글랜드의 경계를 해결하는 임무를 수행하던 중 프리메이슨이 되었고, 1739년에는 노바스코샤주의 지방 그랜드 마스터가 되었다. 필립스는 아나폴리스 로열, 노바스코샤에 캐나다 최초의 메이슨 로지를 설립했다.
펜실베이니아 식민지의 다른 로지들은 나중에 고대 잉글랜드 그랜드 로지, 스코틀랜드 그랜드 로지 및 아일랜드 그랜드 로지로부터 허가를 받았는데, 이들은 영국군의 이동 로지에서 특히 잘 대표되었다. 많은 로지들은 어떤 그랜드 로지의 허가도 없이 존재했지만, 자신들의 생존을 확신한 후에야 허가를 신청하고 비용을 지불했다.
미국 독립 혁명 이후 각 주 내에 독립적인 미국 그랜드 로지가 발전했다. 버지니아 로지의 회원이었던 조지 워싱턴을 초대 그랜드 마스터로 하는 포괄적인 "미국 그랜드 로지"를 조직하는 것이 잠시 고려되었지만, 이 아이디어는 오래가지 못했다. 다양한 주 그랜드 로지들은 그러한 조직에 동의함으로써 자신들의 권한을 약화시키고 싶어하지 않았다.
1789년 4월 30일, 워싱턴은 첫 취임식에서 세인트 존스 로지 1호 소유의 성경에 선서를 했다. 로버트 리빙스턴, 뉴욕주 재판관이자 뉴욕주 자유 용인 메이슨 그랜드 로지의 초대 그랜드 마스터가 이 선서를 주관했다.

#### 프린스 홀 프리메이슨
프린스 홀 프리메이슨은 초기 미국 로지들이 아프리카계 미국인을 받아들이지 않았기 때문에 존재한다. 1775년, 프린스 홀을 포함한 14명의 아프리카계 미국인 남성이 보스턴의 다른 로지에서 입회를 거부당하자, 아일랜드 그랜드 로지로부터 허가를 받은 영국군 로지에 입문했다. 영국군 로지가 미국 독립 혁명이 끝난 후 북아메리카를 떠나자, 이 15명에게는 로지로 모일 권한이 주어졌지만, 메이슨을 입문시킬 권한은 없었다. 1784년, 이들은 잉글랜드 그랜드 로지(프리미어 그랜드 로지)로부터 허가를 받아 아프리카 로지 459호를 결성했다. 1813년 두 잉글랜드 그랜드 로지가 연합했을 때, 모든 미국 기반 로지는 명단에서 삭제되었다. 이는 주로 미영 전쟁 때문이었다. 따라서 잉글랜드 관할권과 인정받은 미국 그랜드 로지로부터 분리된 아프리카 로지는 스스로를 아프리카 로지 1호로 개명하고 사실상의 그랜드 로지가 되었다. (이 로지는 아프리카의 다양한 그랜드 로지와 혼동해서는 안 된다.) 나머지 미국 프리메이슨처럼 프린스 홀 프리메이슨도 곧 성장하여 각 주에 그랜드 로지 시스템으로 조직되었다.
다른 친목 단체와 달리, 인종에 따른 회원 가입을 금지하는 일반적인 규칙은 없었다. 각 로지와 그랜드 로지에는 자체적인 성문화되거나 불문율적인 규칙이 있었다. 몇몇 프린스 홀 로지가 아닌 곳에서도 흑인을 받아들였으며, 안젤로 솔리만은 아프리카계 메이슨 인사 중 한 명이었다. 그럼에도 불구하고 19세기와 20세기 초 북아메리카의 광범위한 인종 분리 정책으로 인해 아프리카계 미국인들은 프린스 홀 관할구 밖의 로지에 가입하기 어려웠다.
오늘날 대부분의(전부는 아님) 미국 그랜드 로지들은 자매 프린스 홀 로지들을 인정하고 있으며, 두 전통의 권위 있는 기관들은 완전한 인정을 향해 노력하고 있다. 영국 연합 그랜드 로지는 프린스 홀 그랜드 로지들을 인정하는 데 아무런 문제가 없다. 프린스 홀은 아프리카계 미국인 로지로서의 유산을 자랑스럽게 여기지만, 인종이나 종교에 관계없이 모든 남성에게 개방되어 있다.

#### 자메이카 프리메이슨
프리메이슨은 영국 정착민들에 의해 자메이카로 수입되었다. 1908년에는 3개의 그랜드 로지, 2개의 장인 로지, 2개의 로즈 크로아 챕터를 포함하여 11개의 메이슨 로지가 기록되었다. 노예 제도 동안 로지는 모든 "자유로운 태생" 남성에게 개방되었다. 1838년 노예 제도가 완전히 폐지된 후, 로지는 모든 인종의 자메이카 남성에게 개방되었다. 자메이카는 또한 다른 나라의 메이슨들과 긴밀한 관계를 유지했다. 자메이카 프리메이슨 역사가 재키 랜스턴은 다음과 같이 언급했다.
자메이카는 혁명군을 위한 무기 창고 역할을 했는데, 킹스턴의 두 프리메이슨인 웰우드와 맥스웰 히슬롭이 6개 라틴 아메리카 공화국의 독립을 이끈 해방자 시몬 볼리바르의 캠페인에 자금을 지원했다. 볼리바르 자신도 메이슨이었으며, 스페인, 영국, 프랑스, 베네수엘라의 형제들과 교류했지만, 베네수엘라에서 권력을 잡은 후 1828년 모든 비밀 결사를 금지하고 프리메이슨도 포함시켰다.

스페인 정부는 18세기 중반 해외 제국에서 프리메이슨을 불법화하고 이 금지령을 강력하게 시행했다. 그럼에도 불구하고 많은 프리메이슨들이 독립 계획 및 음모에 적극적으로 참여했다. 프리메이슨 회원이었던 지도자로는 시몬 볼리바르, 대장군 프란시스코 데 미란다, 호세 데 산 마르틴, 베르나르도 오이긴스 등이 있다. 이 운동은 1820년대 독립 달성 이후 중요했다. 브라질에서는 많은 저명한 인물들이 프리메이슨이었으며, 노예 제도 폐지에 주도적인 역할을 했다.

#### 멕시코
프리메이슨은 19세기와 20세기 멕시코에서 자유주의와 반성직주의의 지도자였다. 회원 중에는 수많은 최고 지도자들이 포함되어 있었다. 프리메이슨은 미국과의 관계에 대해 분열되어 있었는데, 미국 대사 조엘 포인셋이 지지하는 친미 파벌은 "요르키노스(Yorkinos)"로 알려져 있었다. 역사가 카렌 라신에 따르면, 멕시코 대통령 중 프리메이슨 회원은 과달루페 빅토리아, 발렌틴 고메스 파리아스, 안토니오 로페스 데 산타 안나, 베니토 후아레스, 세바스티안 레르도 데 테하다, 포르피리오 디아스, 프란시스코 마데로, 베누스티아노 카란사, 플루타르코 엘리아스 카예스, 라사로 카르데나스, 에밀리오 포르테스 힐, 파스쿠알 오르티스 루비오, 아벨라르도 L. 로드리게스 그리고 미겔 알레만 발데스가 포함된다.
프리메이슨은 석공 길드로 시작했다고 알려져있다. 1600년대 중반 또는 그 이전부터는 노동자의 비밀 단체에 철학적 성격이 더해진 것으로도 알려져 있다. 1600년대 말에 영국에서 프리메이슨 반대운동이 일어나 '악마적인 반그리스도교 집단'으로 비난받기 시작한다. 위기를 해결하기 위해 1717년 런던의 4개 로지(지부)는 총 로지(총 지부)로 연합하기로 결정하고 총 지부장을 선출했다. 1723년에는 '프리메이슨 역사의 아버지'란 평가를 받는 제임스 앤더슨이 프리메이슨의 철학, 역사, 법률, 의무, 활동을 집대성하여 프리메이슨 규약을 발표하였는데 규약에는 시민의 권리나 노동윤리와 같은 '진보적' 개념도 포함되었다. 이후 영국 프리메이슨은 크게 성장하고 영국뿐만 아니라 전세계로 지부를 확대한다.
이후 1700년대 초에 영국에서 계몽주의적 경향에 비밀결사 등의 개념이 더해지고 철학적이고 사색적인 성격이 부여된 근대적 프리메이슨이 나타났다. 프리메이슨의 가장 두드러지는 특징은 비밀결사였다. (여기서 비밀성이란 운영이나 규율보다는 입당식 등의 절차와 과정의 비밀을 뜻한다고 한다.) 프리메이슨에는 원래 신비주의에만 기초한 전통적 프리메이슨이 있었으나 1717년 런던에서 철학적이고 사색적 성격의 근대적 프리메이슨이 창설되자 거의 사라지게 되었다.
1700년대 초반 유럽과 스페인에서 프리메이슨은 사회를 크게 위협하는 존재로 인식되어 국가와 교회로부터 탄압을 받는 대상이었다. 특히 가톨릭은 프리메이슨은 신앙의 순수성을 위험하게 하는 이단으로 규정하고, 계몽사상과 함께 정치적 도덕적으로 재앙을 부르는 악으로 규정하고 개신교와 결부시켜 공격하였으며, 종교재판에서 프리메이슨을 처벌하였다. 이점은 식민지인 라틴 아메리카에서도 마찬가지였다.
이후 프리메이슨은 프랑스 혁명에도 참여하여 '활약'을 하게 된다. 당시 프랑스의 프리메이슨은 여러 분파로 나뉘어 있었고 모든 프랑스의 프리메이슨이 프랑스 혁명(1789-1794)을 지지했다고 설명할 수 없다. 신비주의적 전통을 중시하는 프리메이슨(어떤 의미로는 '진정한' 프리메이슨)은 혁명에 관심없었다. 그러나 당시에 활동하던 프랑스 프리메이슨들은 전반적으로 정치적 성향이 강했고, 많은 프리메이슨이 프랑스의 정치를 비판했고 대혁명에 몰두하였다. 그리고 이들중 일부는 나중에 나폴레옹의 친위대 활동을 하였다.
그 이후 프리메이슨은 가톨릭뿐만 아니라 스페인의 군주에게도 특별하게 경계할 대상이 되었다. 프리메이슨은 식민지에서 독립을 부추길 수 있는 위험한 존재로 인식되어 교회뿐 아니라 스페이슨 국가로부터 탄압을 받게 되었다. 특히 누에바에스파냐(Nueva España)를 포함하여 식민지에 거주하던 프랑스인들이 우선적으로 감시 대상이었다. 이들이 프랑스 혁명 사상을 식미지에 전파시킬 것을 우려한 것이었다. 나폴레옹의 스페인 침공과 스페인 왕의 퇴위 사건 이후 당시 나폴레옹은 프리메이슨은 자신의 권력과 혁명 사상을 확산하는 기반으로 삼으려 했다. 프랑스에서와 마찬가지로 스페인에서도 프리메이슨을 군주제와 종교재판에 맞서는 존재로 삼으려했다. 그러나 스페인에서 나폴레옹의 계획은 먹히지 않았다. 프랑스의 침공에 저항하는 스페인 국민들의 투쟁이 예상과 달리 굳세었고 나폴레옹과 프리메이슨에 대한 반감도 오히려 커졌다. 이런 분위기가 대서양을 건너 누에바 에스파냐에도 전해졌다
멕시코 최초의 로지는 1806년 멕시코시티에서 조직된 것으로 알려져있다. 라스라타스(Las Ratas, 즉 볼리바르Bolivar)가 5번지의 주택에서 멕시코 최초의 로지가 결성된 것으로 알려져있다. 논란이 되는 것은 멕시코 독립의 선구자인 이달고 신부(Miguel Hidalgo y Costilla)의 가입여부이다. 여러 정황에 따르면 이달고 신부가 독립운동의 기반으로 프리메이슨에 관심이 있었던 것으로 분명하다고 한다. 이것은 멕시코만의 현상이 아니라 남미 독립과정에서 유사하게 나타나는 현상으로 당시 프리메이슨 로지는 독립운동의 수단 또는 거점으로 여겨지는 경우가 많았다고 한다.
그리고 역사적 전례에 따르면 "프리메이슨과 비밀결사는 혁명이나 독립과 같은 정치적 투쟁과 밀접한 관계를 갖는다." 근대 프리메이슨인 사색적이고 철학적인 프리메이슨은 기본적으로 '비정치적'(정치나 종교에 대해 어떤 특정한 입장을 지지하지 않는다.)이다. 하지만 프리메이슨의 개념은 확장됐고 성향도 다양해야지며 현실 사회에 더욱 적극적으로 참여하는 성향이 커지게 되었다. 따라서 경우에 따라서는 프리메이슨과 정치적 목적으로 만들어진 비밀결사간의 구분이 모호해지기도 했다.
멕시코의 초기 프리메이슨은 '정치적'이었다. 1800년대 초 멕시코에 온 스페인 출신 군인과 정치인들 사이에 존재했던 프리메이슨은 스코틀랜드 의례파가 다수였고, 이들은 입헌군주제와 교회개혁을 지지하는 온건한 자유주의자들이었다. 이들은 자신들의 영향력 유지를 위해 프리메이슨을 결성했다가 식민지가 본국으로부터 독립하는 경우를 대비하여 프리메이슨을 조직하기도 하였다.
이달고 신부가 프리메이슨에 관심이 있었다는 건 거의 사실로 받아들여지고 있으며 안토니오 로페스 데 산타 안나는 확실히 프리메이슨 단원이었다. 그리고 훗날에 멕시코 독립 이후 초대 대통령이었던 과달루페와 뒤를 이은 게레로 대통령 모두 프리메이슨 로지를 설립하였다. 따라서 독립에 관여한 중요한 인물들이 프리메이슨과 연관이 있었다는 것은 "의심할 여지가 없는 사실"이라고 한다. 다만 모든 프리메이슨들이 멕시코의 독립을 지지했던 것은 아니었다. 물론 어떤 면에서 프리메이슨은 독립의 지지자였다. 그러나 프리메이슨 중에는 어쩔 수 없이 독립을 지지한 경우도 적지 않았다. 이들은 식민지가 독립하는 현상이 실제가 되자 자신들의 이해를 보전하려 하였고 그것을 위한 방법으로 독립을 받아들였다. 독립을 자발적을 지지했기보다는 전략적으로 수용하였던 것이다. 이에 따라 독립을 적극적으로 지지한 프리메이슨과 마지못해 받아들인 프리메이슨으로 나뉘었고 훗날 프리메이슨이 두 세력으로 갈라지게 하는 중요한 원인이 되었다고 할 수 있다.
프리메이슨은 분명 멕시코 독립운동과 관련은 있었다. 다만 독립군에 우호적인 활동을 전개한 조직들은 대개, 프리메이슨의 형식을 가졌으나 영국이나 미국의 프리메이슨과는 연관이 없고 대신 정치적 애국주의 단체란 성격이 더 강한 준 프리메이슨 단체이거나 프리메이슨 의식도 없고 프리메이슨과 같은 조직 내 위계구조도 없는 정치적 비밀결사조직들이었다. 다시 말해 멕시코 독립 과정에서 활약하였던 조직은 프리메이슨과 프리메이슨에 준하는 단체, 프리메이슨과 유사한 독립운동 단체까지 포함하는 '넓은 의미의 프리메이슨'이다.
독립혁명 참여에 대한 멕시코 프리메이슨의 참여는 과장된 점이 있는데 이것은 반혁명세력의 전력과도 관계가 있다. 멕시코에서 프리메이슨은 "왕실(본국 왕실)과 제단(가톨릭)에 대항하는 이단"이라는 부정적인 이미지였고 공식적으로 금지되어 있었다. 그러니 본국과 식민지 당국은 식민지 체제를 유지하고 독립운동의 확산을 저지하며 독립 세력을 공격하는 빌미로 삼기위해 프리메이슨의 독립혁명 참여를 실제보다 과장한 점이 있다고 한다. 실제 멕시코 독립에서 역동적 역할을 수행한 것은 프리메이슨 단독이 아닌 프리메이슨과 준프리메이슨까지를 포함한 독립운동 결사체라고 볼 수 있다. 따라서 "프리메이슨이 멕시코의 독립을 주도하였다"는 설명은 당시 '넓은 의미의 프리메이슨'의 다양하고 중첩적인 성격을 놓치게 만들 수 있는 설명이다.
이후 시간이 지나며 식민지에선 실제로 독립이 되려하는 현상이 일어나는 상황이 전개됐고 군인들과 정치인들은 독립에 대비하기 위해 로지(프리메이슨 지부)를 조직하였다. 명백하게 멕시코이 독립을 지지하는 로지(프리메이슨 지부)도 증가하였다. 1823년 과달루페 빅토리아는 할라파에서 쿠바 출신 시몬데 차베스와 함께 '검은 독수리 군단'을 조직했다. 이 조직은 독립 운동을 지지하고 스페인인들을 추방하는데 동의해야만 가입할 수 있었다. 1825년 비센테 게레로(Vicente Guerrero)도 '멕시코의 장미' 로지를 세웠다. 독립 직후에 멕시코 정치는 극도로 혼란스러워졌다. 이 때 멕시코 프리메이슨은 국가 정치를 새롭게 세워나가는 과정에서 중요한 주체가 되었다.
독립을 하며 주도권을 잡은건 이투르비데였다. 이투르비데는 1821년 2월에 이괄라 계획을 발표하였다. 그것은 군주제로의 독립, 가톨릭의 인정, 모든 사회계급의 통합에 대한 내용이었고 그 계획 발표에 따라 멕시코 독립에서 주도권을 잡았다. 1822년 5월이 되자 이투르비데는 스스로를 아구스틴 1세로 선언하고 즉위하였다. 그 후 그는 자신을 반대하는 제헌 의회를 해산하였다. 안토니오 로페스 데 산타 안나는 이투르비데 왕정에 반대하였고 12월 2일에 베라크루스에서 반란을 일으켰다. 이투르비데는 반란진압을 위해 안토니오 에차바리 장군을 파견했다. 그러나 안토니오 에차바리 장군은 산타 안나와 동맹을 체결하였고 1823년 2월 1일에 카사 마타 계획을 발표하였다: 카사 마타 계획은 새로운 의회의 구성과 지방의회의 권위를 인정하였다. 당시에 이투르비데는 중앙집권주의로 기울었고 지방에 강제로 재정을 강요하였던 상황이었기 때문에 지방 세력들도 산타 안나를 지지하였다. 1823년 3월이 되자 아구스틴 1세는 왕좌에서 물러나고 해외로 망명하였다. 의회는 다시 소집되고 11월에 공화정을 선포하고 새 헌법을 제정하였다. 제정된 1824년 헌법에 따르면 가톨릭은 국교였다.
이투르비데가 축출되기 전부터 의회에는 다수의 프리메이슨이 참여하고 있었다. 이들 중 상당수는 이투르비데와 군주제를 반대하였다. 그리고 카사 마타 계획에서 주동세력이 되었다. 미겔 라모스 아리스페(Miguel Ramos Arizpe)와 세르반도 테레사 데미에르(Servando Teresa de Mier) 등이 그런 프리메이슨들 중 대표적인 인물들이었다. 이들은 멕시코 독립의 영웅들이기도 하였고 자유주의를 선호하였고 북부출신이었다. 로렌소 데 사발라(Lorenzo de Zavala)도 자유주의자였으며 1825년 요크 의례파 프리메이슨의 창설 멤버였다. 반면 루카스 알라만(Lucas Alamán)은 기업가이자 정치가였으며 보수파의 리더였다. 이투르비데 축출의 일면은 프리메이스 투쟁의 승리라는 성격이 있었다. 이투르비데는 패배했고 군주제를 상대로 공화주의가 승리하였다. 그 후 멕시코 정치는 중앙주의와 연방주의가 대립하며 혼란이 계속됐다.
이트루비데의 군주제가 무너지자 초대 대통령으로 과달루페 빅토리아가 당선되었고 니콜라스 브라보가 부통령이 되었다. 과달루페 대통령이 재임한 4년(1824-1828)은 두 프리메이슨 분파 간의 대립이 본격적으로 시작된 시기였다:그것은 스코틀랜드 의례파(스코틀랜드파)와 요크 의례파(요크파) 라는 두 프리메이슨 분파 간의 대립이었다. 당시 정치인의 다수는 프리메이슨에 속해있었으므로 당시 프리메이슨은 정치클럽과 같은 역할을 하였다. 그리고 당시엔 아직 정당이란 것이 없었고 대신 프리메이슨이 정당의 역할을 대신하였다.
스코틀랜드파 프리메이슨은 스페인에서 백인상류층 사이에 퍼졌던 분파였다. 다수의 크리오요(식민지 태생 백인)는 이투르비데 세력과 부르봉 왕가를 지지하였는데 이들은 스코틀랜드파를 중심으로 중앙집권주의적 정치세력으로 형성하였다.
요크파 프리메이슨은 미국 대사 조엘 포인셋의 지지를 받으며 메스티조와 중산층을 규합하여 연방주의적 정당의 기초를 만들고자 했다. 빅토리아 대통령은 연방제와 반스페인주의를 주장하는 요크파 프리메이슨을 지지했다. 미겔 라모스 아리스페, 로렌소 데 사발라와 그 외에도 호세 마리아 알푸체, 비센테 게레로 등의 자유파 인사들이 그런 요크파 프리메이슨의 활동에 참여하였다.
멕시코에서 요크파 프리메이슨이 성립하는데는 미국 대사 포인셋의 활동도 중요했다. 이것은 미국 외교 전략에 의해 생겨난 현상이기도 했다. 포인셋이 대사로 부임해 왔을 때만 해도 멕시코의 외교는 유럽 계몽주의에 정통한 보수주의자 루카스 알라만이 주도하고 있었다. 루카스 알라만은 미국보다는 영국과 중남미 국가들과의 외교관계에 더 집중하였던 인물이었다. 그리고 그는 멕시키 북부의 국경지역으로 노리던 미국을 크게 경계하였다. 그리고 알라만은 미국의 요청을 뿌리치고 영국과 먼저 우호, 통상, 항행 조약을 체결하였다. 그러자 포인셋은 알라민이 버티고 있는 행정부보다는 자유주의자와 급진주의자들이 많이 포진해있는 의회를 상대로 관계를 강화하는데 주력하기로 하였다. 포인셋은 대통령과 의회의 협력을 얻어내며 멕시코 보수파를 견제했으면서 멕시코 정치에 막강한 영향력을 행사하였다.
포인셋의 개입에 따라 요크파 로지는 뉴욕 총 로지(그랜드 로지, 총 지부)에게 인정을 받으며 본격적으로 조직되었다. 요크파 프리메이슨들은 급진주의자, 연방주의자, 자유주의자들을 규합하여 스코틀랜드파를 상대했다. 보수적인 프리메이슨들은 '오래되고 인정된 스코틀랜드 의례파'로지로 결집하였다. 마누엘 코도르니우(Manuel Codorniu)는 이중 중요한 인물이었다.(마누엘 코도르니우는 1821년 당시 마지막 부왕 후안 오도노후가 부임했을 때 그의 주치의였고 '엘 솔'이란 로지를 조직하고 같은 이름의 신문을 발간했는데 목적은 이괄라 계획을 지지하고 가톨릭의 권한을 제한하는 것이었다.)
이에 따라 요크파에는 미국식 자유주의를 선호하는 프리메이슨이 모였고 반대편에는 스페인 자유주의를 계승하는 보수적 정치인들이 스코틀랜드파 로지로 결집하였다.
두 세력 다에게 동조하지 않는 사람들도 있었다. 그들은 나중에 제 3의 대안을 세웠다. 그들은 1825년에 민족주의적 로지인 멕시코 의례파(RNM) 프리메이슨을 세웠다. RNM은 자유주의 원칙을 주장하였고 외세가 아닌 멕시코 고유의 정치 시스템을 추구하였다. 멕시코 의례파는 1826년에 요크파나 스코틀랜드파와 무관하게 독자적으로 '아나우악의 자오선', '평등', '폭군의 공포', '인디오의 무심', '멕시코의 비'과 같은 로지들이 결성하는 것을 승인하였다. 나중에 RNM은 요크파와 우호적인 관계를 유지하였다.
과달루페 정부에게 당시에 중요했던 과제 중 하나는 국가 개정으로 구하는 것이었다. 당시 국가 재정은 부도 직전이었다. 그러므로 교회의 특권과 재산을 사용하는 문제가 새롭게 나타났다. 요크파는 그것을 지지하였고 스코틀랜드파는 반대하였다. 그리고 스페인인들의 신변과 관련된 문제도 논란거리였다. 이런 시기에 호아킨 아레나스 신부 사건이 벌어졌다: 아레나스 신부는 멕시코의 혼란이 자유주의 때문이라 주장하며 1827년 1월에 스페인의 페르난도 7세의 왕정 복귀를 주장하며 이에 동조하는 사제들과 반란을 계획했다. 계획은 사전이 발각됐고 신부는 처형됐다. 당시 멕시코 사람들은 스페인의 재정복에 대한 불안감을 가지고 있었고 이 사건은 반스페인 정서에 불을 댕겼다. 가읕 해 5월에 스페인인은 공직과 사제직 취임을 금지하는 령이 내려졌고 12월에는 스페인인 추방령이 내려졌다.
브라보 부통령을 중심으로 스코틀랜드파는 즉각 반발하였다. 이들은 1827년 12월 몬타뇨 계획(멕시코주의 오툼바에서 발표되었기 때문에 오툼바 계획이라고도 한다)을 발표하고 반란을 일으키며 요구했다: 요크파 프리메이슨을 포함하여 비밀 결사를 금지하고, 요크파 정치인을 축출하기 위해 내각을 재구성하고, 요크파의 최대 후원자인 포인셋 대사를 추방하고, 카톨릭을 국교로 정한 1824년 연방 헌법을 준수할 것을 요구하였다. 베라크루스 주와 산 루이스 포토시 주 등 일부 지역이 몬타뇨 계획에 가담했고 양측의 충돌은 격화되었다. 결국 과달루페 빅토리아 대통령의 정부군이 승리하였다. 요크파 프리메이슨은 다시 세력을 인정받았고 스코틀랜드파의 위세는 축소되었다.
다음 대통령 선거가 시작됐고 요크파와 RNM은 게레로를, 스코틀랜드파는 마누엘 고메스 페드라사(Manuel Gómez Pedraza y Rodríguez)를 차기 대통령으로 지지하였다. 선거에서는 마누엘 고메스가 승리했다. 그러나 요크파와 게레로가 불복했다. 결국 마누엘 고메스는 사임하고 게레로가 대통령이 되었고 다시 요크파가 권력을 장악했다. 당시에 멕시코는 국가재정이 계속 부족하였고, 농업, 광업, 제조업의 생산도 침체를 벗어나지 못하는 상황이었고 도로 등의 사회기반도 엉망이었고 교회와의 마찰도 계속되었다. 그리고 스페인의 재침공 가능성에 대한 대비는 거의 전무했다. 결국 스페인은 1829년 멕시코를 재정복하기 위해 군대를 보내 탐피코를 점령하였다. 게레로 대통령은 아나스타시오 부스타만테(Anastasio Bustamante) 부통령을 탐피코로 파견했다. 그러나 오히려 부스타만테는 반란을 일으켜 1830년에 스스로 대통령이 되었다. 부스타만테를 상대로 게레로가 다시 봉기하였다 부스타만테의 계략에 당해 1831년에 암살당하였다. 부스타만테에 반대하여 안토니오 로페스 데 산타 안나 장군이 봉기하여 부스타만테를 몰아냈다. 이후 고메스 페르라사가 대통령 자리를 맡게 됐고 그는 차기 대통령을 선출하는 선거를 실시하였다. 산타 안나 후보는 요크파의 지지를 받으며 RNM 총회에 참석하여 자신의 정치 개혁 계획을 발표하였다: 여론과 언론의 자유보장, 군대와 교회의 특권 폐지, 수도원의 철폐 등이 정치 개혁의 주요 내용이었다. 그리고 선거에서 승리하여 1833년에 멕시코의 대통령이 되었다.
자유주의 세력과 보수주의 세력은 모두 멕시코의 평화와 발전을 기원했지만 종합적인 계획을 서로 달랐다. 자유주의 세력은 연방공화국을 희마하였고 보수파는 군주제를 지지하려다가 여의치 않자 중앙집권주의적 모델을 지지하였다. 자유주의는 요크파 프리메이슨으로 모이다가 나중에는 RNM 프리메이슨으로 모였고, 보수주의는 스코틀랜드파 프리메이슨으로 결집하고 정치세력은 양분되고 19세기 멕시코 정치 체제의 가장 핵심적인 성격으로 자리 잡게되었다.
멕시코 독립을 완전히 해냈다는 것은 다른 한편으로 멕시코 정치조직들이 새로 생겨난다는 것은 뜻했다. 당시에 정당의 탄생은 필연적이고 당위적인 것이었다. 하지만 아직 정당이 생기기 전이었고 대신 프리메이슨이 정당에 준하는 역할을 하였다. 그리고 그런 역할에 따른 활동이 훗날 멕시코 정당정치에서 기초가 되었다.

### 중동의 프리메이슨
1830년 이탈리아 혁명이 실패한 후, 많은 이탈리아 프리메이슨들은 도피해야만 했다. 그들은 이미 많은 이탈리아 공동체가 거주하고 있던 알렉산드리아에 스코틀랜드 의례의 승인된 지부를 비밀리에 설립했다. 한편, 프랑스 프리메이슨들은 1845년에 알렉산드리아에 공개적으로 지역 지부를 조직했다. 19세기와 20세기 동안 메이슨 로지는 오스만 제국 전역에서 널리 활동했으며, 수많은 수피 교단과 긴밀한 관계를 공유했다. 청년 튀르크당과 연계된 많은 벡타시 교단원들이 프리메이슨 회원이자 후원자였다. 그들은 또한 유럽 제국주의에 대항하여 긴밀하게 동맹을 맺었다. 많은 오스만 지식인들은 수피파와 프리메이슨이 교리, 영적 관점, 신비주의에서 밀접한 유사성을 공유한다고 믿었다.

### 중국
중국에 처음 형성된 로지는 1767년 광둥에 설립된 우의 로지였다. 1875년, 중국 지구 그랜드 로지는 북중국과 홍콩 및 남중국 두 개의 지구로 분할되었다. 제2차 세계 대전 중에는 일본 침략으로 인해 홍콩의 모든 메이슨 활동이 중단되었다. 1949년 새로운 중국 정부(공산주의)가 수립된 후, 일부 로지는 홍콩으로 이전하거나 신규 후보자 부족으로 폐쇄되었다. 프리메이슨은 현재 중국 본토에서 중국공산당에 의해 불법화되어 있다. 홍콩에서는 허용된다. 프리메이슨은 타이완 섬에서 생존했으며 중화민국 그랜드 로지는 타이베이시에 본부를 두고 있다. 로열 서섹스 로지 501호는 1844년 4월 29일 홍콩 빅토리아시티에 설립된 최초의 로지였다. 영국 연합 그랜드 로지의 홍콩 및 극동 지구 그랜드 로지 산하에 제틀랜드 홀에서 모이는 20개의 (영어 헌법) 로지가 있다.

### 분열

#### 인종적 분열
영국과 프랑스 프리메이슨 간의 관계는 1813년 영국 연합 그랜드 로지의 형성 과정에서 크게 변화했다. 두 관할구는 수십 년 동안 상호 인정을 유지했지만, 1860년대와 1870년대의 사건들로 인해 지속적인 분열이 발생했다. 1868년 루이지애나 주 고대 승인 스코틀랜드 의례 최고 협의회는 루이지애나 그랜드 로지의 관할권 내에 자신을 설립했다. 이 단체는 그랑 토리앙 드 프랑스에 의해 인정되었지만, 흑인 회원을 받아들였기 때문에 루이지애나 그랜드 로지에게는 불규칙한 것으로 간주되었다. 다음 해, 루이지애나 그랜드 로지의 차별 관행에 충격을 받은 그랑 토리앙 드 프랑스는 "색깔, 인종, 종교는 메이슨에서 사람의 자격을 박탈할 수 없다"는 결의안을 통과시켜 자신들의 입장을 명확히 하고 공고히 했다. 이는 루이지애나 그랜드 로지가 인정을 철회하도록 유도했으며, 다른 미국 그랜드 로지들도 그렇게 하도록 영향을 미쳤다.

#### 신학적 분열
1875년 로잔 최고협의회 대회에서 발생한 철학적 논쟁으로 인해 그랑 토리앙 드 프랑스는 자체적인 근본 원칙을 검토하게 되었다. 한 개신교 목사의 보고서에 따라, 그들은 프리메이슨이 종교가 아니므로 종교적 믿음을 요구해서는 안 된다고 결론 내렸다. 그랑 토리앙은 헌법을 개정하여 "양심의 절대적 자유와 인간 연대"를 강조하고, 신의 존재 및 영혼불멸에 대한 이전 요구 사항을 삭제했다. 영국 연합 그랜드 로지는 이후 그랑 토리앙 드 프랑스에 대한 인정을 철회했는데, 이는 프랑스와 영국 간의 당시 정치적 긴장의 영향을 받았을 수도 있다. 이러한 분리는 오늘날까지 이어지고 있다.

#### 스타일의 진화
이러한 철학적 발전은 프랑스 프리메이슨 내에서 다양화를 가져왔다. 1894년 일부 로지들은 그랑 로지 드 프랑스를 형성하여, 우주의 위대한 건축가에 대한 언급을 유지하면서도 많은 프랑스 메이슨 전통을 보존하여 자유주의적 접근 방식과 앵글로적 접근 방식 사이의 중간 경로를 대표했다. 1913년까지 영국 연합 그랜드 로지는 새로 형성된 "그랑 로지 나시오날 앙데팡당 에 레귤리에 푸르 라 프랑스 에 레 콜로니 프랑세즈"와 관계를 맺었는데, 이는 앵글로아메리칸 메이슨 관행과 더 밀접하게 일치했다.
이러한 다양화는 프랑스 프리메이슨이 여러 경로로 발전할 수 있도록 했다. 그랑 토리앙 드 프랑스는 프랑스 사회에서 중요한 지적 및 진보적 세력으로 계속 활동했다. 양심의 자유와 사회 발전에 대한 그들의 자유주의적 강조는 유럽과 라틴 아메리카 전역에서 세속 민주주의 가치 발전에 특히 큰 영향을 미쳤으며, 앵글로아메리칸 단체들은 메이슨 원칙에 대한 자신들의 독특한 접근 방식을 유지했다.
현대 프리메이슨은 세 가지 주요 접근 방식을 포함하며, 이는 유럽 대륙 전역의 관행에 영향을 미친다.
- 자유주의[228] (또는 비교리적/진보적) – 양심의 자유와 라익시테를 강조하며, 특히 교회와 국가의 분리에 중점을 둔다.[229]
- 전통주의 – 지고의 존재에 대한 믿음 요구 사항을 유지하면서 확립된 프랑스 관행을 따른다.[230] 그랑 로지 드 프랑스가 이 접근 방식을 대표한다.
- 보수주의[231] – 지고의 존재에 대한 의무적 믿음을 포함하여 앵글로아메리칸 관행을 따른다.[232][233]

유럽 대륙 프리메이슨라는 용어는 역사적으로 유럽에서 발전한 다양한 메이슨 전통을 설명했다. 앨버트 매키의 1873년 프리메이슨 백과사전은 이를 앵글로아메리칸 관점에서 "잉글랜드, 아일랜드, 스코틀랜드의 로지에서는 버려졌거나 전혀 관찰되지 않았던 많은 관습을 유지하는" 로지로 정의했지만, 보다 균형 잡힌 시각은 이들이 메이슨 원칙에 대한 독특한 철학적 접근 방식을 대표한다는 것을 인정한다.
오늘날 자유주의 프리메이슨은 양심의 자유와 사회 발전을 강조하는 그랑 토리앙 드 프랑스와 같은 전통뿐만 아니라, 일부 전통적 요소를 유지하면서도 특정 자유주의 원칙을 포용하는 그랑 로지 드 프랑스와 같은 단체를 포함한다. 이들 조직은 유럽과 라틴 아메리카 전역에서 민주주의 이념, 인권 및 사회 개혁의 발전에 중요한 역할을 해왔으며, 인간 발전과 사회 개선에 중점을 둔 메이슨 원칙의 역동적인 해석을 나타낸다.
20세기에는 메이슨 단체 간의 인정 및 상호 작용에 대한 다양한 접근 방식이 나타났다. 1961년, 여러 그랜드 로지와 그랑 토리앙은 스트라스부르 호소에 서명한 프리메이슨 권력의 연락 및 정보 센터(CLIPSAS)를 설립하여 메이슨 협력을 위한 국제 포럼을 만들었다. CLIPSAS 회원에는 전통주의, 자유주의, 혼성 단체를 포함하여 전 세계 100개 이상의 메이슨 조직이 포함된다.
이러한 발전은 메이슨 인정에 대한 다양한 철학적 접근 방식을 반영했다. 영국 연합 그랜드 로지는 지고의 존재에 대한 믿음과 남성 전용 회원 자격을 포함한 특정 기준에 기반한 독점적 인정 정책을 유지한다. 대조적으로, CLIPSAS 회원 조직은 일반적으로 개방적 인정을 실천하며, 다양한 메이슨 전통 간의 상호 작용을 허용한다.
이러한 인정에 대한 다양한 접근 방식은 앵글로아메리칸 및 자유주의 전통으로 특징지어지는 독특한 메이슨 상호 작용 네트워크로 이어졌지만, 이러한 단순화는 현대 메이슨 관계의 복잡성을 완전히 포착하지 못한다.
20세기 후반과 21세기의 발전은 여성 단체에 대한 앵글로아메리칸 프리메이슨 내의 변화하는 관점을 나타낸다. 1999년 영국 연합 그랜드 로지는 여성 프리메이슨 오더와 고대 프리메이슨 명예 형제단(여성 프리메이슨)을 합법적인 메이슨 단체로 공식적으로 인정했다. 공식적인 인정을 부여하지는 않았지만, UGLE는 두 그랜드 로지와 "뛰어난 협력 관계"를 유지하고 있으며, 프리메이슨 홀에서 열리는 오픈 하우스 런던 행사 및 대학 채용 박람회에 공동 참여하는 등 다양한 이니셔티브에서 이들과 협력한다. 이는 이전의 더 엄격한 입장과는 상당한 진화를 나타내며, 메이슨 전통의 다양성에 대한 자유화와 수용이 증가하고 있음을 보여준다. 또한 2018년 UGLE는 트랜스젠더 회원들을 명시적으로 환영하고 "입회 후 남성이기를 멈춘 프리메이슨도 프리메이슨이기를 멈추지 않는다"는 지침을 발표했다.

### 프리메이슨와 여성
중세 메이슨 길드 및 조합에서 여성의 지위는 불확실하다. "페메 솔" 원칙은 과부가 남편의 사업을 계속할 수 있도록 허용했지만, 그 적용은 조합의 정식 회원이 되거나 대리 또는 조합의 승인된 회원에 의한 제한된 사업 등 지역별로 큰 차이가 있었다. 메이슨에서는 사용 가능한 소수의 증거가 덜 권한이 부여된 쪽에 가깝다는 것을 시사한다.
그랜드 로지 시대가 시작될 무렵인 1720년대에 제임스 앤더슨은 최초로 인쇄된 프리메이슨 헌법을 작성했는데, 이는 이후 대부분의 헌법의 기초가 되었으며, 특히 여성의 프리메이슨 입회를 배제했다. 프리메이슨이 확산되면서, 유럽 대륙의 메이슨이었던 남편들에 의해 입양 로지에 여성이 추가되기 시작했는데, 이 로지는 남성 로지와 같은 이름을 가진 세 가지 계급을 수행했지만 내용은 달랐다. 프랑스는 19세기 초에 이 실험을 공식적으로 포기했다. 나중에 미국에서 유사한 목표를 가진 조직들이 등장했지만, 이들은 계급의 이름을 남성 메이슨와 구별했다.
마리아 데라메는 1882년 프리메이슨에 입문했으나, 로지가 그랜드 로지에 재가입할 수 있도록 사임했다. 어떤 메이슨 관리 기관으로부터도 인정을 받지 못하자, 그녀와 조르주 마르탱 (프리메이슨)은 메이슨 의례를 수행하는 혼성 메이슨 로지를 시작했다. 애니 베전트는 이 현상을 영어권 세계로 확산시켰다. 의례에 대한 의견 불일치는 잉글랜드에서 여성 전용 프리메이슨 단체의 형성을 이끌었으며, 이는 다른 나라로도 퍼져나갔다. 한편, 프랑스에서는 1901년에 모든 여성으로 구성된 입양 의례를 재창조했으나, 1935년에 다시 폐기했다. 그러나 로지들은 계속 모임을 가졌고, 이는 1959년에 여성들이 유럽 대륙 프리메이슨을 수행하는 단체를 탄생시켰다.
일반적으로 유럽 대륙 프리메이슨은 여성 프리메이슨에 호의적이며, 이는 1890년대 프랑스 로지들이 새로운 혼성 메이슨 운동을 지원하여 회원들을 고대 승인 스코틀랜드 의례의 33등급으로 충분히 승진시켜 1899년에 자체 그랜드 평의회를 구성하고 해당 의례의 다른 유럽 대륙 그랜드 평의회의 인정을 받도록 도왔던 시기부터 시작되었다. 영국 연합 그랜드 로지는 1999년에 여성 프리메이슨 오더와 고대 프리메이슨 명예 형제단이라는 두 여성 그랜드 로지를 참여자만 제외하고 모든 면에서 정규적이라고 인정하는 성명을 발표했다. 따라서 이들은 정규로 인정되지는 않았지만, "일반적인" 프리메이슨의 일부였다. 대부분의 정규 앵글로아메리칸 그랜드 로지의 태도는 여성 프리메이슨이 합법적인 메이슨이 아니라는 것이다.
2018년 영국 연합 그랜드 로지는 트랜스젠더 여성과 관련하여 "입회 후 남성이기를 멈춘 프리메이슨도 프리메이슨이기를 멈추지 않는다"는 지침을 발표했다. 이 지침은 또한 트랜스젠더 남성이 지원할 수 있음을 명시한다.

## 반메이슨

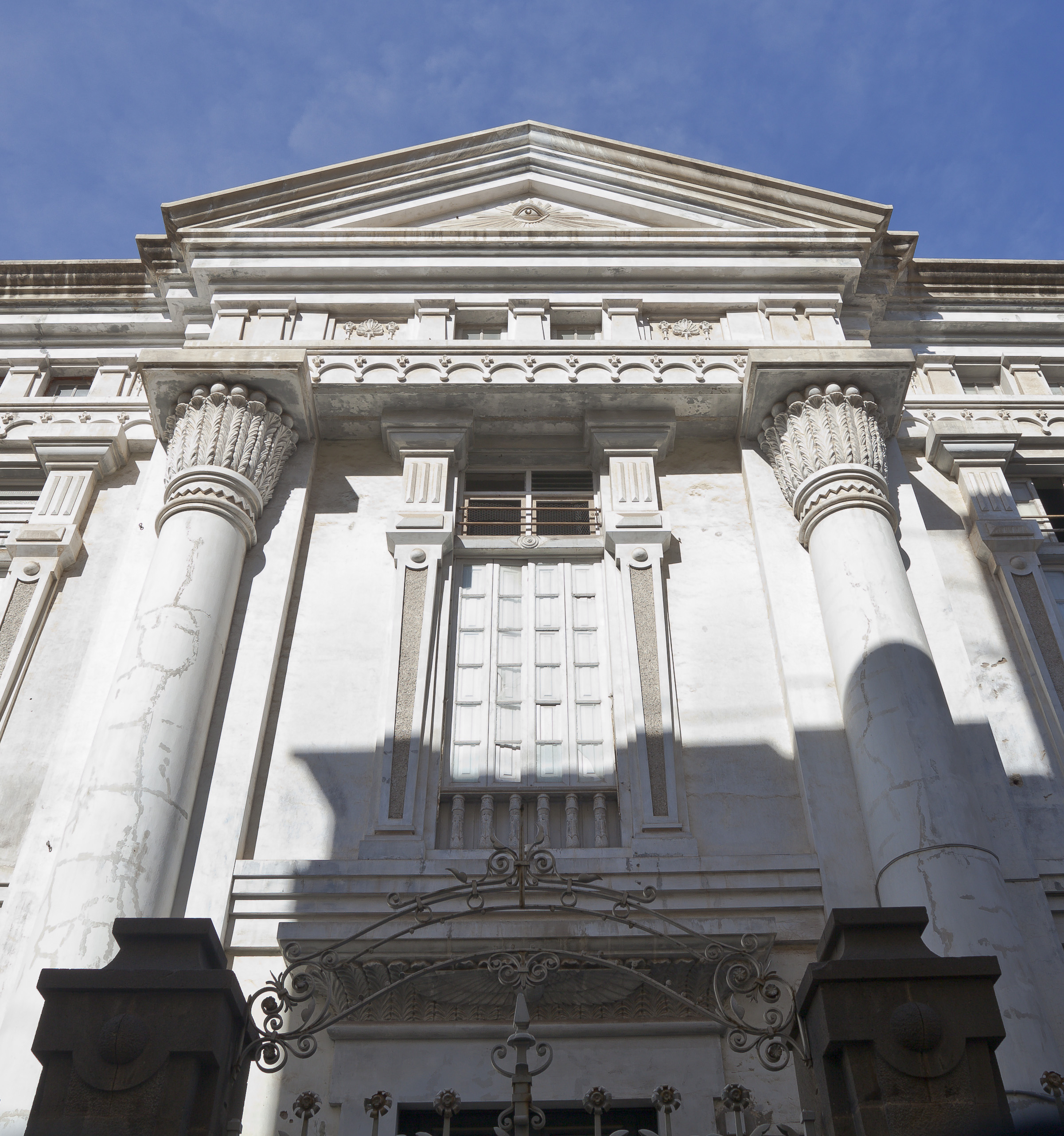
산타크루스데테네리페 메이슨 사원, 프랑코 정권에서 살아남은 몇 안 되는 메이슨 사원 중 하나

반메이슨(Anti-Freemasonry라고도 불림)는 "프리메이슨에 대한 반대"로 정의되었지만, 동질적인 반메이슨 운동은 없다. 반메이슨은 프리메이슨에 어떤 형태로든 적대적인 다양한(그리고 종종 양립 불가능한) 집단들의 광범위하게 다른 비판으로 구성된다. 비평가들은 종교 단체, 정치 단체, 그리고 음모론자, 특히 프리메이슨 음모론이나 유대-메이슨 음모론을 지지하는 사람들을 포함한다. 네스타 헬렌 웹스터와 같이 저명한 일부 반메이슨들은 "정규 메이슨"를 명예로운 협회로 간주하면서 "유럽 대륙 메이슨"만을 비판했다.
18세기만큼이나 오래된 많은 폭로와 폭로가 있었다. 이들은 종종 맥락이 부족하고, 여러 이유로 구식일 수 있거나, 택실 사기의 경우처럼 저자의 날조일 수도 있다.

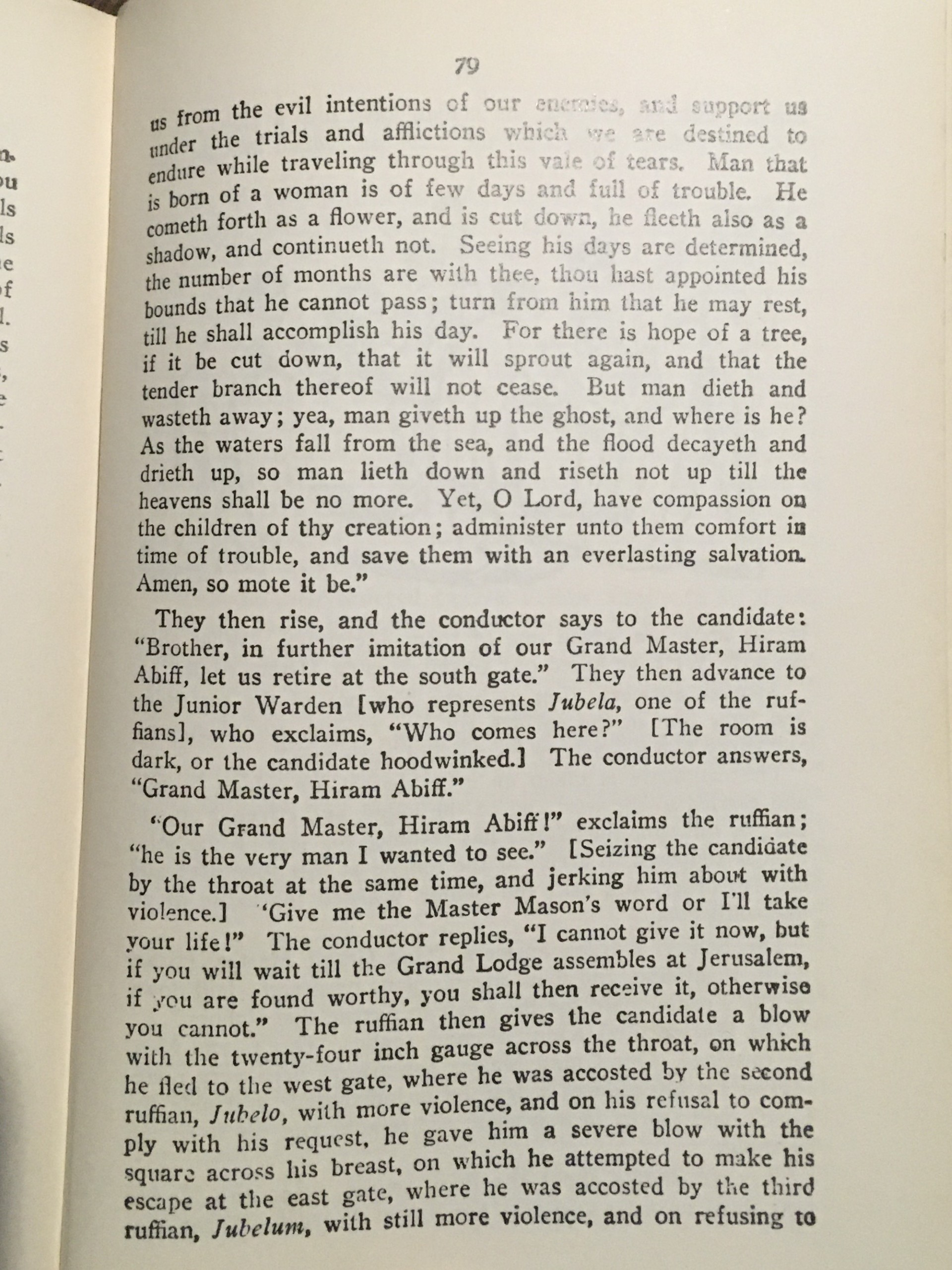
프리메이슨 폭로 - 79쪽 - 19세기 폭로의 한 예로, 맥락에서 벗어나면 반메이슨들에 의해 후보자에 대한 폭력을 묘사한다고 비판받는다.

이러한 날조와 폭로는 종종 메이슨에 대한 비판의 근거가 되었는데, 이는 종종 종교적이거나 정치적인 성격을 띠거나 어떤 형태의 부패한 음모에 대한 의심에 기반한다. 1826년 미국에서 윌리엄 모건이 메이슨들에 의해 납치되고 실종된 사건 이후 발생한 정치적 반대는 반메이슨라는 용어를 낳았고, 이 용어는 오늘날 미국에서 메이슨들이 자신들의 비판자들을 지칭할 때나 비판자들 스스로가 자신들을 지칭할 때 여전히 사용되고 있다.

### 종교적 반대
프리메이슨은 신권정치적 국가와 조직화된 종교들로부터 비판을 받아왔는데, 이들은 프리메이슨이 종교와 경쟁한다고 믿거나 형제단의 견해나 관행이 이단적이라고 인식하기 때문이다. 또한 프리메이슨은 음모론의 오랜 표적이 되어왔으며, 특히 프리메이슨이 오컬트적이고 악한 세력이라고 주장한다.

#### 기독교와 프리메이슨
다양한 신앙을 가진 사람들이 반대 의견을 제시하지만, 특정 기독교 종교 교단은 메이슨에 대해 부정적인 태도를 보여왔으며, 회원들의 프리메이슨 가입을 금지하거나 권장하지 않았다. 메이슨에 대한 반대 역사가 가장 긴 교단은 로마 가톨릭교회이다. 로마 가톨릭교회가 제기하는 반대는 메이슨이 교회의 교리와 상충되는 자연주의적 이신론 종교를 가르친다는 주장이다. 600개 이상의 교황 교서가 프리메이슨에 반대하는 내용으로 발표되었다. 첫 번째는 교황 클레멘스 12세의 사도좌 직권의 권위에 의해, 1738년 4월 28일이었고, 가장 최근은 2023년 11월 13일 신앙교리성에서 교황 프란치스코가 보낸 서한이다.
1917년 교회법은 프리메이슨 가입이 자동적인 파문을 수반하며 프리메이슨을 옹호하는 서적을 금지한다고 명시적으로 선언했다.
1983년에 교회는 새로운 교회법을 발표했다. 이전 교회법과 달리 1983년 교회법은 금지하는 비밀결사 중에서 메이슨 단체를 명시적으로 언급하지 않았다. 이 법은 "교회에 대항하는 음모를 꾸미는 단체에 가입하는 자는 정당한 처벌을 받으며, 그러한 단체를 홍보하거나 직책을 맡는 자는 간섭으로 처벌된다"고 명시한다. 메이슨 단체를 명시적으로 생략한 것은 가톨릭 신자들과 프리메이슨 모두에게 가톨릭 신자의 프리메이슨 가입 금지가 해제되었을 수 있다는 믿음을 주었는데, 특히 제2차 바티칸 공의회의 인식된 자유화 이후 더욱 그러했다. 그러나 이 문제는 교황 베네딕토 16세가 되는 요제프 라칭거 추기경(당시 교리성성 장관)이 다음과 같이 명시된 메이슨 단체에 대한 선언을 발표하면서 명확해졌다: "... 메이슨 단체에 대한 교회의 부정적인 판단은 변함이 없다. 그들의 원칙이 항상 교회의 교리와 양립할 수 없는 것으로 간주되었기 때문에, 그들에게 가입하는 것은 금지되어 있다. 메이슨 단체에 가입하는 신자들은 중대한 죄의 상태에 있으며 영성체를 받을 수 없다." 2023년 교황 프란치스코는 두마게테 교구의 두마게테 주교인 줄리토 코르테스가 필리핀에서 프리메이슨 수가 증가하는 것에 대한 우려를 표명한 것에 응답하여 "[...] 가톨릭 교리와 프리메이슨 간의 양립 불가능성 [...]"을 언급하며 가톨릭 신자의 프리메이슨 가입 금지를 재확인했다. 이 재확인된 금지령은 1983년 교회법뿐만 아니라 2003년 주교 회의의 지침을 모두 인용했다. 반면 프리메이슨은 가톨릭 신자들의 형제단 가입에 대해 결코 반대하지 않았다. 영국 연합 그랜드 로지와 우호 관계에 있는 그랜드 로지들은 교회의 주장을 부인하며 "프리메이슨은 메이슨의 종교를 대체하거나 그 대안을 제공하려고 하지 않는다"고 명시한다.
이신론과 자연주의에 대한 가톨릭의 주장과는 대조적으로, 개신교의 반대는 신비주의, 오컬트, 심지어 사탄주의에 대한 주장에 기반할 가능성이 더 높다. 메이슨 학자 앨버트 파이크는 이러한 문제에 대한 메이슨의 입장을 지지하는 권위자로 개신교 반메이슨들에 의해 자주 인용된다(일부 오용되기도 한다). 그러나 파이크는 분명히 박학다식했지만 프리메이슨의 대변인은 아니었고 일반 메이슨들 사이에서도 논란의 여지가 있었다. 그의 저술은 오직 그의 개인적인 의견을 나타냈으며, 더 나아가 19세기 후반 미국 남부 프리메이슨의 태도와 이해에 기반한 의견이었다. 특히, 그의 책은 서문에 그의 그랜드 로지로부터의 면책 조항을 포함하고 있다. 어떤 한 목소리도 프리메이슨 전체를 대변한 적은 없다.
1993년 남침례회 가정선교부는 프리메이슨의 일부가 기독교와 양립할 수 없지만 다른 부분은 양립할 수 있다고 판단하여 프리메이슨 참여를 "개인의 양심 문제"로 간주해야 한다고 결론 내렸다. 프리메이슨 주제는 총회 내에서 여전히 논란의 여지가 있다. 남성 선교 및 사역회 회장인 제임스 L. 홀리는 "남침례회와 프리메이슨"라는 세 권의 책을 출판하여, 남침례회에 대한 보고서와 당시 북미 선교 위원회의 종교 간 증인 부서 책임자였던 게리 리저의 영향력을 비판했다. 게리 리저는 "근본주의와 프리메이슨"를 출판하여, 총회의 프리메이슨 논의가 남침례회 보수주의 부흥의 영향을 받았다고 주장했다.
자유 감리교회 창시자 B.T. 로버츠는 19세기 중반 프리메이슨에 대한 강력한 반대자였다. 로버츠는 도덕적 근거로 이 단체에 반대하며 "로지의 신은 성경의 신이 아니다"라고 말했다. 로버츠는 프리메이슨이 "신비" 또는 "대안" 종교라고 믿었으며, 그의 교회에 프리메이슨인 목사를 지지하지 말 것을 권유했다. 비밀 결사로부터의 자유는 자유 감리교회가 설립된 "자유" 중 하나이다.
프리메이슨 창립 이래 잉글랜드 국교회의 많은 주교들이 프리메이슨이었으며, 대주교 제프리 피셔도 포함된다. 과거에는 잉글랜드 국교회 회원 중 앵글리칸 기독교 신앙을 유지하면서 동시에 프리메이슨을 실천하는 것에 아무런 불일치를 느끼지 않는 사람이 거의 없었다. 그러나 최근 수십 년 동안 잉글랜드 국교회 내에서 프리메이슨에 대한 의구심이 증가했는데, 이는 아마도 교회 복음주의 진영의 중요성이 커졌기 때문일 것이다. 전 대주교 로완 윌리암스 박사는 메이슨 의례에 대해 약간의 의구심을 가지고 있는 듯했지만, 잉글랜드 국교회 내부와 외부의 프리메이슨들에게 불쾌감을 주지 않으려고 노력했다. 2003년 그는 메이슨들의 신념이 기독교와 양립할 수 없으며 자신이 몬머스 주교였을 때 교구 고위 직책에 프리메이슨들의 임명을 금지했다고 말한 후 영국 프리메이슨들에게 사과해야 할 필요성을 느꼈다.
1933년 그리스 교회의 정교회는 프리메이슨이 되는 것이 배교 행위를 구성하며, 따라서 회개하기 전까지는 프리메이슨와 관련된 사람은 성찬에 참여할 수 없다고 공식적으로 선언했다. 이는 동방 정교회 전체에서 일반적으로 확인되었다. 정교회의 프리메이슨 비판은 가톨릭과 개신교 버전 모두와 일치한다: "프리메이슨은 비밀 조직으로서, 신비와 비밀 속에 행동하고 가르치며 합리주의를 신격화하기 때문에 기독교와 전혀 양립할 수 없다."
정규 프리메이슨은 전통적으로 이러한 주장에 대해 "프리메이슨은 종교가 아니며, 종교의 대안도 아니다. 별도의 '메이슨 신성'은 없으며, 프리메이슨에는 신성에 대한 별도의 고유 명칭도 없다."는 반복적인 진술 외에는 응답하지 않았다.
자신들의 교회에서 프리메이슨 가입을 권장하지 않거나 더 종교 중심적인 사회를 원했던 기독교 남성들은 가톨릭 신자들을 위한 콜럼버스 기사단 및 피터 클레이버 기사단, 그리고 개신교 신자들을 위한 로열 블랙 기관과 같은 유사한 형제 조직에 가입했지만, 이러한 형제 조직들은 "부분적으로 프리메이슨의 스타일을 기반으로 조직되었으며 많은 상징을 사용했다."
몰몬교의 성전 의식 내에는 프리메이슨의 일부 요소가 있다.

#### 이슬람교와 프리메이슨
오스만 제국의 칼리프 마흐무트 1세는 1748년에 오스만 제국에서 프리메이슨을 불법화했고, 그 이후로 프리메이슨은 오스만 제국과 더 넓은 이슬람 세계에서 무신론과 동일시되었다.
많은 이슬람 반메이슨 주장은 반유대주의 음모론과 밀접하게 관련되어 있지만, 프리메이슨을 알마시흐 앗 다잘 (이슬람 경전의 거짓 메시아)과 연결하는 등의 다른 비판도 제기된다. 시리아계-이집트인 이슬람 신학자 라시드 리다 (1865–1935)는 20세기 초반 이슬람 세계 전역에서 프리메이슨 반대 운동을 이끄는 데 결정적인 역할을 했다. 그의 인기 있는 범이슬람주의 저널인 알마나르를 통해 라시드 리다는 무슬림 형제단과 이후의 이슬람주의 운동인 하마스에 직접적인 영향을 미칠 반메이슨 사상을 퍼뜨렸다. 하마스는 규약 28조에서 프리메이슨, 로타리 및 기타 유사 단체들이 "시온주의의 이익을 위해 그리고 그 지시에 따라 활동한다..."고 명시한다.
여러 이슬람교 우세 국가에서는 프리메이슨을 국경 내에서 금지했지만, 다른 국가에서는 그렇지 않았다. 튀르키예와 모로코는 그랜드 로지를 설립했고, 말레이시아 및 레바논과 같은 국가에서는 설립된 그랜드 로지의 허가에 따라 지구 그랜드 로지가 운영되고 있다. 1972년 파키스탄에서는 당시 총리였던 줄피카르 알리 부토가 프리메이슨을 금지했다. 로지 건물들은 정부에 의해 압수되었다.
메이슨 로지는 이라크에서 1917년에 영국 연합 그랜드 로지(UGLE) 산하의 첫 로지가 개설되면서 일찍부터 존재했다. 1950년대까지 UGLE 산하에 9개의 로지가 있었고, 스코틀랜드 로지는 1923년에 설립되었다. 그러나 혁명 이후 상황이 변하여 1965년에 모든 로지는 폐쇄되었다. 이 입장은 나중에 사담 후세인 정권 아래에서 강화되었는데, "프리메이슨을 포함한 시온주의 원칙을 홍보하거나 찬양하거나, 시온주의 조직과 연계하는" 사람들에게는 사형이 선고되었다.

### 정치적 반대
1799년 영국 프리메이슨은 의회 선언으로 거의 중단될 뻔했다. 프랑스 혁명의 여파로 불법 결사법은 회원들에게 선서나 의무를 요구하는 모든 단체의 모임을 금지했다.